# 緑川光
緑川 光（みどりかわ ひかる、1968年5月2日 - ）は、日本の男性声優。栃木県大田原市出身。青二プロダクション所属。

## 経歴

### 学生時代
小学校時代から授業中の教科書を読んでいた時に「緑川くんに読んでほしいです」と言われており、授業で当てられ、教科書を朗読していたところ「上手いね」と周囲から言われていた。
部活は小学4年生の時にブラスバンド部に所属。音楽教師からのスカウトをされているが、自身は楽譜が読めない上に入る気もなかったが、旅に飢えていたこととテントのある3泊4日の合宿ができることが入部の切っ掛けだったという。剣道の経験者でもある。中学時代は弓道をしていた。栃木県立大田原高等学校時代は当初から入部したくこの高校に行っており、文化祭の時に行ってあることが知っていたこと、漫画を描くのも好きだったこともあり、「セル画とか描きたいな」という思いの方が強かったイラストアニメ部に所属していた。イラストアニメ部時代は朝から晩まで描いていたものの、下手だった。イラストアニメ部に入っていた高校2年生の時に、小学校時代の友人、文系の人物達が中心になり、復活させた演劇部に「アニメが好きだ」というだけではなく、「ちょっと芝居もやっておかないといけないかな」と思い、掛け持ちして所属していた。演劇部では全員男子だけの芝居だったが、地区大会で優勝した経験を持つ。その時は部が潰れる前にあった台本を発掘し、男だけでできるものを演じていた。緑川は50歳の医者役、金髪の牧師役を演じていたところ女子高生から声をかけられた。その時の公演の後にはファンができたりしていたという。
褒められたり、求められたりしていた経験を通じ、演じたい気持ちが強くなっていったという。
中学の頃は優等生だったが、十分やるだけしたため、高校進学後、勉強しなくなり、成績が落ちていった。友人にも心配されたが、そういう段階を踏んで「そろそろ親と衝突しないといけない」と思っていた。友人には「僕、バカなんだよ」と言っていたが、「ホントにバカなのかな」と、少し悔しく、理系だったが、世界史も選択でき、元々歴史好きだったため、勉強していた。その時、そのクラスで1番を取れたため、心置きなく勉強を辞めることができたという。
同じ高校の後輩にお笑いコンビのU字工事がいる。

### 声優になるきっかけ
小学生のころにテレビアニメ『機動戦士ガンダム』を見て感銘を受け、声優を志す。ただし最初に観たのは本放送ではなく、当時は内容が難しくスルーしていたが、ロボット好きな学校の友人が『機動戦士ガンダム』の話をしているのを聞いているうちに「面白そうだな」と思い、これまでのロボットものとは少し違うことが分かり、観てみたくなったという。その頃には放送終了したため、「『ガンダム』を観ることはできないな」と思っており、影響を受けた作品だったため、色々調べていた。その前に作品のことを知ろうとドラマレコード『機動戦士ガンダムIII_アムロよ…』なども買い始める。
作品に浸っているうちに、漠然と「ロボットものの主役をやりたいなあ」と考えるようになり、自然と声優になろうと思うようになったという。その頃からアニメ誌を買うようになり、書店で偶々見つけたアニメ雑誌で放送終了後の特集が組まれており、掲載されていた声優のインタビューを見て「なるほど、こういうお仕事があるんだ」と思った。特に『ガンダム』の雑誌インタビュー記事を見た時に、主演の古谷徹をはじめ、青二プロダクション所属の声優が多かったことから、そのプロダクションに入るという目的も出来る。当時設立されたばかりだった青二塾が特集を見て「そこに行けばアニメに声をあてる仕事ができるのかな……」と意識するようになった。
職業としての声優はどこにひかれていたことについては小学生、中学生の頃だったこともあり、あまり深く考えていなかったといい、「なれたらいいな」というくらいの単なる夢だった。ただし、アニメーションにすごく魅力を感じ始めたということだったという。

### 青二塾時代
青二塾東京校8期生で、同期に久川綾、遠藤みやこがいる。
青二塾時代は同じ趣味、同じ目的で集まっていた同世代、高校卒業後の人物が多かったこともあり、わりと、仲良く、楽しく遊んでいた。授業中も「うるさい」と言われるようなタイプで、最初から志が高かった久川に怒られたこともあったが、真面目にしていたところもあった。レッスンは難しく、それまではある程度勝手に演技しても許されていたが、そういうわけにもいかず、同じ役を何人かで競いながら演じることも初めてだった。まだ、演じることがよく分かっていなかったため、演じたくても演じられなかった。そのころは、勝手なイメージで、「自分には“少年役”しかできない」と思っていたが、養成所時代に求められる課題に、そんな役はほとんどなかった。普通の人物だったり、おじさんの声だったりしており、声質もあるが、スキル的にもそういう声が頑張っても出せなかった。
卒業公演では、東京校8期にして初めて男性の主役であり、最初にステージに登場してから、途中1回も引っ込まずにエンディングを迎えるという大役だったという。テクニックがあるわけでもないため、訛りも皆に手伝ってもらって直したりしながら、一生懸命がむしゃらにしていたという。
一番悩んだのは、所属オーディションの自由課題で何をするかということであり、「それは絶対に緊張するはずだから、慣れ親しんだことをやりたいな」と考えていた。自分のプランとしては、事務所の人物たちに挨拶をし、その途中で見えない敵に襲われ、変身して倒して、挨拶の続きをするというのを考えていたという。当時『週刊少年ジャンプ』で連載されていた『ウイングマン』が好きで変身ポーズ「チェイング」も覚えていたため、「それをやろう」と盛り込んでしていた。普段から仲良い同期は「いいね！」と言ってくれたが、年齢が上の人物からは猛反対で「おまえ、主役やってすごくイイ位置にいるのに、そんなバカなことやったら落とされるから！」と怒られたという。しかし「他のことをしても、緊張してできないかもしれない」との考えから、結局実行したという。
オーディション会場に来ていた社長、専務は笑顔がなくて恐かったという。前述の自己紹介をしている最中に見えない敵に襲われるという設定で、「チェイング」の掛け声でウイングマンに変身して戦う演技をしたところ、ウケは良く社長が「10年のキャリアがあるなあ」と笑いながら言ってくれたという。当時、青二プロダクションに所属していた堀川亮がテレビアニメ『夢戦士ウイングマン』の主人公の広野健太役を演じていたため、社長の隣にいた専務が「あれ、うちの堀川がやっているヤツですよ」と言ってくれたのも、「印象がよかったのかなあ」と語る。

### デビュー後
青二プロダクションの同期は、小山裕香、神奈延年ら。ジュニア所属後にも週1回くらいの勉強会があった。その頃、訛りにも悩まされており、渡された原稿を読めず、アクセントを調べて準備をするのに、他の人物よりも時間がかかり、課題に弱く講師には「時間があればいいものをやってくるんだけどね」と言われていたという。また、授業で「いつまでも王子様やってろ」と言われており、そんなつもりはなかったが、緑川自身の声が何をやってもカッコいい雰囲気になっており、「演技力が足りない」と感じていたことから、そこまで思い切れず、演技の幅の狭い声が嫌いだったという。
ある時、ナレーションの仕事で10ページ近くの原稿用紙6、7枚ぐらいを渡され、数言のセリフを読んでいた時もアクセントに苦手意識があり、その分量ではないため、その場で一生懸命チェックするためにアクセント辞典で調べ始めていた。1ページ分の作業をしていた途中くらいで「もう行けますか」と呼ばれ、「えっ!?」となり、「すみません、もう少しだけ……」と粘っていたが、2、3ページに行ったくらいで痺れを切らされたという。担当者も「じゃあ、行きます」と収録が始まったが、途中で詰まって立て直せず、最終的にその現場から帰され、ほかの人物を呼ばれていたという。声優の道を諦めたくない気持ちもあったが、「こんな不甲斐ないことばかりやっていたらクビになるな」、「このまま続けていってもどこかで仕事がなくなってしまうのでは？」、「少し休みを貰えないだろうか……」と思い、「アクセントを勉強したほうがいいのかな」とまで考えて、事務所に相談をしに行くところまで追い詰められていた。
その日、専務がおらず、「さすがにこれだけ大事なことは直接お話ししなければならない」と思ったため、帰ることにしていたが、ファンレターが届いていた。出演していたカセット文庫の感想と「楽しみにしています」というメッセージが書いており、「こんなにも応援してくれている人がいるのに、少し弱気になったからって休みをもらってしまうのは、逃げなのかな？ これまでも努力をしてこなかったわけじゃないけど、もっと必死にやれないのかな？」と考えが変わって、アクセントのわからない単語を書き出し、正解を隠して覚える作業を続けていくことに決めた。始めたところアクセントの法則性がわかるようになり、徐々に自信もついていったという。また、そのファンレターを受け取っていたことについては「大きなターニングポイントかもしれない。」と語っている。
1988年に『キテレツ大百科』で声優デビュー。当時は先輩と一緒に行って色々勉強させてくれた。緑川はその現場に、昔サインをもらったことのある島本須美がいたことに興奮していたという。
活動初期は声質から「元気な少年役しかやれない」と感じていたが、1991年、『新世紀GPXサイバーフォーミュラ』の新条直輝役で初めて番組レギュラーで正規の名前付きの役を演じる。「どうしよう!?」と思ったこと、その前に美形を演じたのは端役だけだったこと、新条は人気があったが、当時はハマり役だと考えていたように思っていなかったという。
テープオーディションで決まった役である『勇者特急マイトガイン』の雷張ジョー役で初めてクールな美形キャラを演じる。当初はそれを思い出しながら演じていたところ、ディレクターの千葉耕市に「1回それ全部忘れて、ボソボソと無感情にやってみて」と言われる。手探りで演じ、不完全燃焼で終わったと感じたものの、ダビング作業で聴かせてもらった時に千葉が「悪くないでしょ？　こういうやり方もあるんだよ」とその後は千葉の公認で、ボソボソとした芝居を試していた。
その後もアニメ『SLAM DUNK』の流川楓や『新機動戦記ガンダムW』のヒイロ・ユイなど二枚目かつクールな役を演じ、1993年には土曜日のゴールデンタイム時に『勇者特急マイトガイン』『電光超人グリッドマン』『美少女戦士セーラームーンR』『南国少年パプワくん』『SLAM DUNK』と連続して出演した。同年、『蒼き伝説 シュート!』の田仲俊彦役で、テレビアニメ初主演。
特撮への出演も多く、1993年放送の『電光超人グリッドマン』のグリッドマン、2010年放映の『ウルトラマンゼロ THE MOVIE 超決戦!ベリアル銀河帝国以降のウルトラ映画作品に登場するミラーナイト役以外にもスーパー戦隊シリーズにゲストなどで出演しており、なかでも1999年放送の『救急戦隊ゴーゴーファイブ』では龍皇子サラマンデス役、2003年放送の『爆竜戦隊アバレンジャー』では爆竜トップゲイラー役、2019年放送の『騎士竜戦隊リュウソウジャー』ではワイズルー役としてレギュラー出演した。
2008年に発売されたゲーム『スーパーロボット大戦Z』で初の音響監督を担当。

### 現在まで
2011年8月30日、栃木県知事よりとちぎ未来大使「栃木弁マイスター」を委嘱される。
コラム「ターゲット・ロックオン!!」を『電撃PlayStation』Vol.151、2000年8月11日・25日合併号から連載していたが、同誌 Vol.609号で卒業となった。イラスト担当は江本聖。
2017年、『ARIA』から、移籍後『Palcy』において、自身の初の試みとして『制服のラグナロク』の漫画原作を担当。作画は紗与イチ。1巻発売前後に期間限定公式Twitterを開設した。2018年11月19日以降、長期休載となった。

## 人物
青二プロダクションについては、小学生の時にアニメ誌で「ここにはいれば声優になれるんだ」と知り、後に本当に所属するようになった。小学生の時点ですでに入りたい事務所が定まっていたのは声優全体を見渡しても稀である。
所属して、最初の1年はアニメに出演していなかったという。駆け出しの頃は、CM、芝居が中心で、アニメとは異なる仕事のほうが多かったという。その中でも、学校が中心の地方回りの芝居の『鶴女房』、朝丘雪路の日本舞踊のステージなどは大変だったという。
緑川の活動に影響され声優になった声優も多く、島﨑信長と古川慎は『新機動戦記ガンダムW』のヒイロ・ユイの演技に惹かれて声優を目指したと答えている。
実家はミドリ薬局であったが、道路拡張工事の立ち退きで、現在は無くなっている。長男だったこともあり、親から薬剤師として継がせようとしていたという。両親からは「薬科大学でなくてもいいから大学に行きなさい」と言われていたという。薬局をやるなら大学で薬学部に行かなくてはいけず、前述の理系のコースに通っていた。しかし文系の方が合ってると思い、ギリギリまで悩んでおり、最終的には「親とケンカするだろうな」とも思っていた。

### 特色
音域はE2 - A4(少しならB4)。曲調ではC or D。緑川にはちゃんとした変声期がなかった。実際緑川の喉は通常の男性より明らかに凹凸のない平らなものである。声優としてはセクシーな声、エキゾチックな声、クールな声、かわいい声、男らしい声など、どんな声でも出せる。
寡黙でクールな二枚目役に定評がある。
今まで「こんな役をやるのか」と驚いたりことはあり、イケメンの役が多いため、そうではない役を振られた時に、逆に燃えるという。その時は「いや、悪いけど俺、この役ちゃんとこなすぜ」にような逆に役者魂が揺さぶられるという。定番ではないものをふられた時に、周囲の想像を超えた「芝居をしたいな」というのはあるという。
ターニングポイントになったのは『南国少年パプワくん』のシンタロー役を演じたときであり、緑川本人はこれについてのちのインタビューで「シンタローはかっこいいのに顔がすごく崩れるんですよ。イケメンがギャグすぎる顔になってしまうので、声を変にやりすぎてしまうとファンに怒られるのではないかと思って、序盤はもやもやしながら演じてましたね。でも途中からはふっきれて、極端にギャグ寄りに演じるようになりましたけど（笑）」「シンタローはセリフ量もものすごく多くて大変でした。今でこそアフレコの前にDVDなどをいただいて、何度も映像のチェックができますが、『パプワ』をやっていたときは現場に行くまで映像を見られないんです。たくさんしゃべるので何度も観て確認したいのに、現場で数回しか見られない」と語っている。
『勇者特急マイトガイン』の雷張ジョー役、『SLAM DANK』の流川楓役、『新機動戦士ガンダムW』のヒイロ・ユイ役、『ハートキャッチプリキュア!』の砂漠王デューン役に至るまで「無口で淡々」というキャラクターのラインが出来上がっていた。「クールキャラ=緑川の十八番」というイメージが根付いたのはこのころだと言われる。またジョー役に関しては、クールキャラの原点としており、前述の経験が流川やヒイロに受け継がれたとも語っている。
ゲーム『テイルズ オブ デスティニー2』の特典DVDの中で「同業の人たちの中では、自分にとっての英雄は故塩沢兼人氏である」、「演技などが、少しでも同氏に近づければ」と語っている。なお、『湘南爆走族』のパチスロ版において塩沢の持ち役であった江口洋助役を引き継いでいる。『新世紀GPXサイバーフォーミュラ』で新条直輝役を演じた時には、塩沢は緑川が頑張るからと前日の夜にいつも飲んでいる酒を控えたという逸話があり、本人はこれにプレッシャーを感じたという。

### 趣味・嗜好
趣味はG-SHOCK収集。NIKEの靴収集。自身が演じたキャラクターを含んだグッズ収集。LAMI社を含めた万年筆。ゲーム。前述のゲームとパソコンに精通している。
イベント出演のために美容院は月1回。縮毛矯正他込みで約6時間かかる。髪型は2015年の時点で固定状態である。ヘアメイク担当から「美肌」と称されている肌は、化粧水と日焼け止めをつける。夕食はできるだけトマトを食べる程度だという。
大のゲーム好きである。ファミリーコンピュータ流行時には約100作嗜好している。最初に遊んだテレビゲームはファミコンの『ドンキーコング』、一番インパクトが大きかったのは『スターラスター』。前述の通り、小学生の頃で、ガンダムが好きであったことから、それのような雰囲気で遊ぶこともでき、称号がくれるのが嬉しかった。倒したところ、あそこが手薄のような戦略性もあったから3Dシューティングも、目新しく好きであった。ゲームジャンルにこだわり無くスポーツ物も普通にプレイしており、ファミリーコンピュータ ディスクシステムの『バレーボール』好きであったという。
47歳時に精神力、体力が尽きるまでゲームをするほどの無理ができなくなったという。好きなゲームは音楽込みで『バルーンファイト』。苦手なゲームは『スーパーマリオブラザーズ』『グラディウス』などの横スクロールゲーム。

### 交友関係
漫画家の柴田亜美とは友人の間柄であり、柴田は緑川のことを「数少ない友人」と雑誌『ファンロード』で連載されていた漫画『勇者への道』の中で語っている。この漫画の中では、柴田が『南国少年パプワくん』の連載時に、緑川がもう1人のシンタローの名称を「金髪だから金太郎です」と言ったところ柴田がそれを気に入り、もう1人のシンタローの名前が「キンタロー」になったことや、緑川が自身のことを英語読みで「グリーンリバーライト」と紹介しているなどのエピソードが語られている。
また、自身がパーソナリティを務める『ナツメブラザーズ!』では親友の神奈延年のことについてもよく語っており、同じ年齢であったため養成所時代から彼がライバルであり目標であったなどの心情を語った。

### 声優業について
声優への道を進んだことに対して「両親の反対を押し切って声優になったことは正解だった」と語っている。
「この業界に挑戦するなら、若いうちにやったほうが良い」と語っているが、「容姿に自信がないから声優になる」というのはあまり良くないという。近年の声優は顔出しもすることがあり、同じ実力だったら「容姿が良い方を選ぶ」傾向があるという。容姿に「自信がない人は有無を言わさない演技力を磨き、御洒落や化粧の勉強をするべきだ」と述べている。さらに「大学受験をしなくてもいいから勉強を怠る」のは良くないと述べている。理由は、「テストで学力順を出すが、これは忍耐順である」「社会に出ると忍耐力を求められるケースが多くあり、それに打ち勝てられるを養えれば、勉強も頑張れる」と語っている。オーディションに落選しても、落選したらやれなかった仕事が、自身にとって良かったことが実際にあったと述べている。オーディションを受ける時の心構えは特になく漢字を読み間違えても合格する時はあるという。
これから声優を目指す人へ、言わずにいられないのは「声真似は控えよう」「1度『王子様』を捨てた方が良い」とのこと。理由は「現在、自分で芝居をして録音したものを発表出来る。趣味で声真似をするのは構わないが、それを職業にしたいと思った時に自然な芝居が分からなくなる傾向がある、と思う」「美形のキャラクターをやっている声優でも、不細工なキャラクター、ナレーション他と色々こなさなくてはいけない。いずれは王子様みたいな役が出来るようになるかもしれないけれど、それに特化してしまうのは遠回りだ。それよりかは、発声練習、早口言葉、その若さで体験出来ないコミュニケーションなどを触れて欲しい。一見声優とは関係無さそうだけど、それが近道である」と述べている。
NHKの『日本語発音アクセント辞典』によると栃木弁はアクセントが強い癖があり、標準語とは異なる語感がある。自身はこのアクセントを克服できたので、「これから声優になる栃木の方は頑張って下さい」とエールを送っている。
2011年時点では自然体でしているが、好きでしている仕事だったことから若い時は壁だらけであった。好きだからこそ、長い間声優をしていると色々壁が現れてきて、好きだからこそ、その先に行きたく、「がんばらないといけない」と思うという。
常に芝居をより良くしたく、色々と研究している。喉での芝居はあまりコントロールできないため、腹でしているほうがコントロールできるが、感情が乗ってくると、自然と喉声になる時があるという。演技をする時に、「それがなんか安定しないな、いまいち決めたいときに決められるときと、決められないときがあるなあ……」とぼんやり考えていた時期があった。そこで30歳代の半ば頃、自宅の風呂場で思い切り「発声」を変えたところ「こういう発声にしたら、安定するかもしれないな」とふと気がついて色々研究していたという。そのやりかたにシフトしていたところ、「これだ！」と思うものがあったが、「今まで演じてきたキャラクターが変わってしまうんじゃないか」と前の芝居ができなくなる気がして、いきなり切り替えるのは躊躇していた。喉に頼った芝居を続けていたところ、喉によくないことはわかり、「今の俺はそっちに行くべきかな……」、「でも器用にチャンネルを変えるように行ったり来たりはできない」と判断して、一生懸命練習して発声法を変えた結果、当時演じていたキャラクターの声のトーンが低くなっている気はしていた。ただし、前の発声だとあまりコントロールできなかった芝居が、新しい発声だと細かくコントロールできた。トーンの違いはあっても、新しい発声法にしたおかげで、楽になり、微妙な芝居のさじ加減は細かくなった。若干声質は変わったが、安定して狙った芝居ができるようになり、「そこで切り替えたのは良かったのかな」と語る。あのままの発声法でしていたら、「キャラクターによってはのどに負担があった」といい、「声の劣化も進んだのではないでしょうか」と語る。
2023年時点では声の調整は現在進行形で、その姿勢は変わらず、ファンの意見だったり、色々なところから情報をゲットしてきて、「今、どういう状況に自分の声はあるのかな？」のようなことを考え続けたいという。昔と声が違っていても、「いい芝居をしたら結果オッケー」という部分もあり、当時と声質が近いほうがうれしい部分もあるが、トーンを調整している時点で、その演技は純粋ではないという。気持ちは純粋でも、声は調整されたものになっており、自分の中から自然と気持ちに合わせて出てくるものではないという。聞いてくれる人物が、「その調整した声をいい」と思ってくれるなら、演者の気持ちを優先するのはエゴであり、間違っている気もしており、「そういう一つひとつの場面で、求められるものに細かく対応していける声優でありたいな……」という気持ちはあるという。
「声の職人」でありたく、ファンはもちろん、原作者だったり、監督だったりが「望んでいるものをなるべく出したい」と語る。自分が「喜ばせたい」と狙っているポイントに、ファンが上手く熱中してくれた時に、「……ヨシ！」と思い、普通のセリフを言う時も、緑川節のようなものをそこかしこに、自分でも気づかないくらいの感覚で芝居のエッセンスとして入れているところはあるという。もちろん、必要以上にはしないが、「エゴ」の部分ではないかといい、自分の魅力に気付かせてくれたのはファンのため、前述のファンレター以外にも、「『おはよう』ってセリフの、『よ』がすごくよかったです！」のような感想をくれることもあるという。その時は「そこまで反応してくれるの!?」と驚いていた。その時にそういう、喜んでくれるところを理解していた上で、意図的に、それでいてさりげなく出していきたく、「そうやって使いこなせたら、役者としての強みにもなるのかな」と考えているという。
職業としての声優にやりがいを感じており、同じ仕事は二度となく、結構色々なキャラクターを演じさせてくれるため、日々新鮮だという。作品を見ていた人物から反応が返ってくるのも、やりがいのある仕事だと語る。
2011年時点ではゲームの場合は多くのセリフがあるものが増えてきたため、1人でスタジオ収録することも多く、最初は違和感があったが、慣れてしまった。相手役が知っている声優の場合は、相手をイメージして演じているという。
2011年時点では格闘物などのゲームのセリフの量が増えてきてしまったため、のどと相談が必要になり、最初のセリフを「このぐらいのレベルだ」と確認し、ほとんど本番のような乗りで録っていき、ダメなものだけを録り直している。それでしてもキツイことがあり、100%の力を出していったところ、途中から80になり、一気に50になり、20になり、のどが壊れてしまいかねないこともあり、あえて70ぐらいの声の力でテクニックを使い100に聞こえるようにしていき、「ここは決めかな」と思ったところはがんばり100を出している。最初のラインをそのぐらいに設定しておかないと、のどは簡単にいってしまい、ゲームの時は特に気をつけているという。
キャラクターのイメージを作る時に気をつけていることは2011年時点でもしているが、カセットブックの主役を初めてくれた時に、収録前に事務所で練習をしたことがあった。その時に、「なんとなく漠然と台本を読むのではなく、出来上がった時のことを考えて読め」とアドバイスされたという。

### エピソード

#### 新機動戦士ガンダムW
オーディションの時も、緊張して失敗しており、女性声優を相手に演じるシーンで、相手のセリフを飛ばして読んでしまった。あまり手ごたえが良くなかったため、「あー、もうダメだ」、「落ちる」と思ったが、合格して嬉しかったという。
ガンプラは子供時代、並んで買っていたため、ガンプラが発売する作品で主役ができたことは嬉しかったという。
20代後半になろうとしていた26か27歳の頃に主役ができたため、良かったといい、わりとスキルも付き、いい時期にできたと語る。

#### ラグナロクオンライン
2003年に友人から紹介され『RO』を知り、オープンβテスト時から参加しており、『RO』の運営元が行っているイベントや企画に度々出演している。また、オンラインゲーム雑誌『オンラインゲーム すごい攻略やってます。』において、レギュラーで『RO』のコラムを執筆していた。メイン使用職種はアーチャー。

#### スーパーロボット大戦シリーズ
2005年8月20日に幕張メッセで開催された「キャラホビ2005」でのバンプレストのイベント「『ロボ魂！』プレミアムスーパーステージ」に出演した際、「『スパロボ』スーパーバイザー」という肩書きで登場した。2006年には『スーパーロボット大戦』の公式BLOG『熱血！必中！スパログ！』の執筆を担当。
2007年3月に『スーパーロボット大戦W』が発売された際、プロデューサー・寺田貴信が緑川用にソフトを用意していたことを知らされる前に、発売日の朝一番で購入してプレイしていた。2008年に発売された『Z』では発売日にマネージャーから「ソフトが届いているので買わないでください」とメールが届いたとブログで発言している。

#### 聖闘士星矢Ω
オーディションを行い決まったが、「まさか主人公の光牙を演じられるとは思わなかったので驚いている」と語っている。嬉しかったのは神谷浩史他が「観てますよ!凄いですね!」と言ってくれたことであるという。また、「自身が45才になって主人公をやれていると、下の世代が自信になる」「『星矢』で古谷徹、水島裕とご一緒にできたのは嬉しかったし、自信にもなる。それに自身よりも上の人が誰も主人公をやっていなかったら寂しい。でもやっている人がいるのだから、自身も後ろの人たちのために頑張ろうかな」と語っている。

#### 任天堂のゲーム

##### 「マルス」に関して
ファイアーエムブレムシリーズは『ファイアーエムブレム 暗黒竜と光の剣』から、全作品遊んでいる。『ファイアーエムブレム 紋章の謎』のOVA版において、現在は廃刊となった『ファミリーコンピュータMagazine』で行われていた人気投票で一位に選ばれ、その後の続編や関連作品などでもマルス役として起用されている。後日、『ファイアーエムブレム ザ・コンプリート』において、『OVA』のマルス役についてコメントを述べている。その後、『大乱闘スマッシュブラザーズDX』でもマルスの声を担当した。『スマブラ』シリーズの生みの親、桜井政博は「他のメディアのマルスの声優を知らなかった」ことと、OVAで声を担当していた緑川が即採用となったと述べている。また、前作『ニンテンドウオールスター!大乱闘スマッシュブラザーズ』の公式HPでは、ファンから「マルスの声は緑川さん」との要望の投稿で、桜井政博が緑川のことを調べており、この後「仮にスマブラ2があったら原点に従う形で」とする記述もあった。この作品での緑川のボイスは海外版でも採用されている。
『大乱闘スマッシュブラザーズX』『大乱闘スマッシュブラザーズ for Nintendo 3DS / Wii U』では「収録に声が掛からなくてマルスが削られるんじゃないか」と落ち込んでいたが、参戦が決定し喜んだ。『X』『for』のマルスのボイスは『DX』のときと同様日本国外版でも緑川のボイスが採用されている。『for』発売後の緑川のインタビューでは海外でも自身の声が採用されていたことに喜んでいた。このインタビューで『スマブラ』の声の流用に対しての提言を出した。さらに「『ファイアーエムブレム 覚醒』のマルスは伝説の人物になっているので、登場させたらいけない」と『覚醒』本編の内容を踏まえた上で、FEのダウンロードコンテンツで一緒に力になりたいという希望を挙げている。『幻影異聞録♯FE』では、多くの『暗黒竜と光の剣』のキャラクターの声優が一新される中、マルス役は緑川光と、ナバール役の子安武人と共に、決め打ちによる選考をしたと、任天堂・安藤佳織の公言があった。『大乱闘スマッシュブラザーズ SPECIAL』では、緑川の声で新録が行われている。日本国外版では言語設定を日本語にすると日本国外版でも新録した緑川のボイスが楽しめられると、桜井が語っていた。

##### ファイアーエムブレムシリーズ
初期の作品から遊んでおり、1991年初出の『スパロボ』が無い時代、将棋みたいなゲーム性がファンタジーの世界になることが新鮮であったと語っている。お気に入りのユニットは強いが弓に弱い「ペガサスナイト」。2012年に主人公を杉田智和が演じた『覚醒』をプレイしていた。購入の切っ掛けの1つが「小林ゆうが演じたマルスが気になった」が、はまってしまったと語っている。『覚醒』をプレイ後、「FEの次回作以降に参加したい」と希望を述べていた。2015年同時発売した『ファイアーエムブレムif』では魔符、amiibo・英雄王マルスを『ファイアーエムブレム0』ではマルスの箔押しサインカードを担当し、実現に至った。

#### セガのゲーム
バーニングレンジャー
主人公、ショウ・アマバネを演じた感想は、普段はクールな役柄が多いので、彼のような熱血タイプは本来は好きなので楽しく生き生きと演じられて最高であったと語っている。
ファンタシースターシリーズ

チェインクロニクル
僧侶に装備できる杖「グリーンリバーライト」のアイデアとデザインを提供している。
第2部から出演している緑川は、タワーディフェンス系のゲーム好きな上に今作のゲームを2014年6月の時点でランク84→2014年8月の時点でランク102まで遊びこんでいる。ベストメンバーは選べず、2014年8月時点で気に入っているのはオルドレード。ゲームへの希望は、今作では20役以上担当しているが「少年役が多かったので、かっこいい役など沢山演じたい」。ゲームへの願望は「同一声優ボイスキャラクターによる能力相乗効果スキル」であった。課金は、5000円の微課金派であることを公言している。今作のゲームのボイスコンセプトは石田の賛同が無ければ、別のボイスコンセプトになっていたという推論を挙げている。さらに自身のコラムではルーラ、アーネストを演じている上に仲間にしている。他にも演じているキャラクターがいるので自身のボイスキャラクターたちで冒険をしたいと述べている。2015年も『サマナーズウォー』と込みで今作品を継続して嗜好していることを明かした。

#### ドラゴンクエストシリーズ
東京上京時には「廃人」と公言するほど『ドラゴンクエストIII そして伝説へ…』を遊びこんでいた。
上記の『ドラゴンクエストヒーローズ 闇竜と世界樹の城』の落とし穴と苦笑いの解説。前者はクリフトを真っ先に育成しようと思っていたところ、クリフト自体の成長率が悪い上に、主人公が外せられないという仕様だった。後者は『ドラゴンクエストIV 導かれし者たち』ではクリフトは回復魔法が使えるのに、『ドラゴンクエストヒーローズ』では回復魔法が使用不能で即死呪文を使うので、「本当に神官なのか！」と突っ込んでいた。そのため、今作のクリフトを「ネタキャラポジション」と語っている『ドラゴンクエストヒーローズII 双子の王と予言の終わり』では、アリーナから嬉しい言葉貰えるシーンがあるので、ここに注目！と述べている。頂き物の『シアトリズム ドラゴンクエスト』をプレイ後、楽曲が「神曲」であると賞賛している。ニンテンドー3DSの『ドラゴンクエストVIII 空と海と大地と呪われし姫君』の実写版CMや『勇者ヨシヒコ』のような、ギャグテイストの実写版も好きだと語っている。『ドラゴンクエストVIII』も実写映画で見てみたいことを語っていた。

## 出演
太字はメインキャラクター。

### テレビアニメ
1988年
- キテレツ大百科（1988年 - 1993年、侍、高校生、大場、ヤング、門木、白服、三太夫、本田）※デビュー作

1989年
- 悪魔くん（ミイラ）
- ドラゴンボールZ（1989年 - 1993年、バッター、兵士、ガッシュ、人造人間16号、パイクーハン）

1990年
- かりあげクン（アベック男、吉田、青年）
- ドラゴンクエスト（監視員）
- 魔法使いサリー（1989年版）（1990年 - 1991年、一角獣、カラス、駅アナ）
- まじかる☆タルるートくん（1990年 - 1992年、男生徒、運動部員、審判、青年、男性客、スキー板・左、水、バイク、線審、雪雪太郎、アナウンサー、黒服軍団の男、パイロット、ケン玉、男、くろーるけーき、男のカミナリ様、サーフボード男、炎くん〈2代目〉、シャープペンくん、左足、雲、黒メガネ、ルーカンガ、ハゲマシ侍）
- もーれつア太郎（悪ガキ、男）

1991年
- おちゃめなふたご クレア学院物語（スティーブ）
- 緊急発進セイバーキッズ
- きんぎょ注意報!（銀行員）
- ゲッターロボ號（"B、アナウンス）
- ドラゴンクエスト ダイの大冒険（第1作）（1991年 - 1992年、でろりん、アポロ）
- ハイスクールミステリー学園七不思議（吉野健一、橘）
- 新世紀GPXサイバーフォーミュラ（新条直輝）※正規の名前付きの役名のデビュー作

1992年
- ウルトラマンキッズ 母をたずねて3000万光年（メッカー）
- お〜い!竜馬（武市半平太〈少年期〉、沢村惣之丞）
- スーパービックリマン（魯人フッド）
- 伝説の勇者ダ・ガーン（技師）
- 南国少年パプワくん（1992年 - 1993年、シンタロー）
- ママは小学4年生（渋田）
- みかん絵日記（笹森由起彦）
- 横山光輝 三国志（献帝）

1993年
- 蒼き伝説シュート!（1993年 - 1994年、田仲俊彦）
- 海がきこえる（山尾忠志）
- 機動戦士Vガンダム（リー・ロン）
- GS美神（沖田総司、テレビの男子生徒）
- SLAM DUNK（1993年 - 1996年、流川楓、池上）
- ツヨシしっかりしなさい（司会者、杉山）
- 美少女戦士セーラームーンR（エイル / 銀河星十郎）
- 勇者特急マイトガイン（1993年 - 1994年、雷張ジョー 、野方ヒロシ）

1994年
- 機動武闘伝Gガンダム（アナウンサー、貴族B、警備員B）
- 真拳伝説タイトロード（真崎泰斗）
- ママレード・ボーイ（マイケル・グラント）

1995年
- アニメ世界の童話（王子、ロビンフッド 他）
- 新機動戦記ガンダムW（1995年 - 1996年、ヒイロ・ユイ）
- スレイヤーズ（1995年 - 2009年、ゼルガディス＝グレイワーズ） - 5シリーズ
- NINKU -忍空-（玄武）
- ふしぎ遊戯（1995年 - 1996年、鬼宿）

1996年
- 快傑ゾロ（盗賊、ルキノ）
- クレヨンしんちゃん（木村）
- セイバーマリオネットJ（1996年 - 1998年、ゲルハルト・フォン・ファウスト） - 2シリーズ

1997年
- 少女革命ウテナ（御影草時）
- ポケットモンスター（1997年 - 1999年、ダイスケ、コーム）
- MAZE☆爆熱時空（ジファ）
- 烈火の炎（水鏡凍季也）

1998年
- アリスSOS（翔野鋭一郎）
- Weiß kreuz（シュルディッヒ）
- カウボーイビバップ（リン）
- 金田一少年の事件簿（小野寺将之 / 須賀徹）
- 星方武侠アウトロースター（トビゲラ）
- 虹の戦記イリス（リック）
- まもって守護月天!（ハンドレッド）
- 遊☆戯☆王（海馬瀬人）
- ロスト・ユニバース（レイル・フレイマー）

1999年
- 宇宙海賊ミトの大冒険（カースン）
- GTO（菊地善人、三島軍人）
- 星方天使エンジェルリンクス（飛田鴻星）
- Bビーダマン爆外伝V（ロミオボン）

2000年
- ゲートキーパーズ（西谷）
- 週刊ストーリーランド（王子）
- ドラえもん（テレビ朝日版第1期）（スネ夫のいとこ）
- ののちゃん（大五郎）
- BRIGADOON まりんとメラン（亜呂真、ルル）
- マシュランボー（ガブリエラ）
- 名探偵コナン（2000年 - 2021年、藍川冬矢、石田隆志、神尾俊之、河竹乙弥、諸伏景光 / スコッチ）

2001年
- The Soul Taker 〜魂狩〜（バドアイザック、アナウンサー）
- シャーマンキング（シルバ、500年前のハオ）
- スターオーシャンEX（アレン）
- スクライド（劉鳳）
- FF：U 〜ファイナルファンタジー:アンリミテッド〜（クリア）

2002年
- Weiß kreuz Glühen（シュルディッヒ）
- SAMURAI DEEPER KYO（ミゲイラ）
- 超重神グラヴィオン（2002年 - 2004年、レイヴン） - 2シリーズ
- デジモンフロンティア（エンジェモン）
- 天地無用! GXP（九羅密美咲生）
- 東京ミュウミュウ（2002年 - 2003年、赤坂圭一郎、ピアノおばけ、デブ猫〈フランソワ〉）
- ワイルド7 another -謀略運河-（飛葉大陸）

2003年
- アストロボーイ・鉄腕アトム（ゼド）
- あたしンち（2003年 - 2009年、岩木）
- エアマスター（尾形小路）
- 銀河鉄道物語（2003年 - 2006年、有紀護、ディビッド・ヤング） - 2シリーズ
- 金色のガッシュベル!!（デュフォー、副操縦士）
- 神魂合体ゴーダンナー!!（2003年 - 2004年、ナイト） - 2シリーズ
- セイント・ビースト（2003年 - 2007年、鳳凰のルカ） - 2シリーズ
- 探偵学園Q（2003年 - 2004年、川瀬力、サー・アヌビス）
- ボボボーボ・ボーボボ（2003年 - 2005年、ソフトン）

2004年
- エリア88（神崎悟）
- 下級生2〜瞳の中の少女たち〜（織屋浪馬）
- ケロロ軍曹（2004年 - 2010年、Rグレイ、アキラ〈ケロロ軍曹〉）
- 月は東に日は西に 〜Operation Sanctuary〜（久住直樹、天ヶ崎祐介）
- 冒険王ビィト（2004年 - 2006年、ゼノン） - 2シリーズ
- 魔法少女リリカルなのは（2004年 - 2005年、高町恭也） - 2シリーズ
- 焼きたて!!ジャぱん（成海静人）
- リングにかけろ1（2004年 - 2011年、スコルピオン） - 4シリーズ

2005年
- 好きなものは好きだからしょうがない!!（羽柴空）
- Xenosaga THE ANIMATION（ヴィルヘルム）
- NARUTO -ナルト-（アラシ）

2006年
- 怪 〜ayakashi〜「天守物語」（姫川図書之助）
- エア・ギア（鰐島海人）
- 機神咆吼デモンベイン（マスターテリオン）
- 彩雲国物語（2006年 - 2008年、茈静蘭） - 2シリーズ
- スーパーロボット大戦OG -ディバイン・ウォーズ-（マサキ・アンドー）
- 出ましたっ!パワパフガールズZ（ピアノモンスター）
- ブラック・ジャック（間久部緑郎）
- ラブゲッCHU 〜ミラクル声優白書〜（一ノ瀬水斗）

2007年
- 銀魂（2007年 - 2018年、南戸粋、結野晴明） - 2シリーズ
- CLANNAD-クラナド-（2007年 - 2009年、芳野祐介） - 2シリーズ
- ゲゲゲの鬼太郎（第5作）（2007年 - 2009年、黒鴉、黒雲坊黒鴉）
- モノノ怪「のっぺらぼう」（仮面の男〈敦盛〉）

2008年
- 今日からマ王!（フォンカーベルニコフ卿デンシャム）
- コードギアス 反逆のルルーシュR2（黎星刻）
- 伯爵と妖精（エドガー・J・C・アシェンバート）
- はたらキッズ マイハム組（セクメト）
- BLEACH（貴船理）
- ペルソナ 〜トリニティ・ソウル〜（真田明彦）

2009年
- 戦場のヴァルキュリア（皇太子）
- ドラゴンボール改（2009年 - 2015年、天津飯、人造人間16号） - 2シリーズ
- ねぎぼうずのあさたろう（ごぼうのがんじろう）
- ルパン三世VS名探偵コナン（キース）

2010年
- あにゃまる探偵 キルミンずぅ（羽鳥シロウ）
- Angel Beats!（フィッシュ斉藤）
- 刀語（錆白兵）
- スーパーロボット大戦OG -ジ・インスペクター-（マサキ・アンドー）
- 咎狗の血（シキ）
- ハートキャッチプリキュア!（2010年 - 2011年、砂漠王デューン）
- FAIRY TAIL（ヴィダルダス・タカ）
- 夢色パティシエール（花房の父）

2011年
- さきいか君（煮卵三兄弟）
- 世界一初恋（美濃奏） - 2シリーズ
- デジモンクロスウォーズ 〜悪のデスジェネラルと七つの王国〜（スプラッシュモン）
- ぬらりひょんの孫 千年魔京（花開院秀元〈13代目〉）
- 爆丸バトルブローラーズ ガンダリアンインベーダーズ（ギル）
- Fate/Zero（2011年 - 2012年、ランサー） - 2シリーズ
- メタルファイト ベイブレード 4D（2011年 - 2012年、デュナミス）
- ゆるゆり（2011年 - 2015年、ガンボー） - 3シリーズ
- 47都道府犬（栃木犬）

2012年
- シャイニング・ハーツ 〜幸せのパン〜（ラグナス）
- ズモモとヌペペ（ズモモ）
- 聖闘士星矢Ω（光牙）
- 夏目友人帳 肆（豊月）
- バトルスピリッツ ソードアイズ（2012年 - 2013年、白夜王ヤイバ）
- BRAVE10（石田三成）
- リトルバスターズ!（2012年 - 2013年、棗恭介） - 2シリーズ

2013年
- うたの☆プリンスさまっ♪ マジLOVEシリーズ（2013年 - 2022年、鳳瑛一） - 3シリーズ + スペシャル1作品
- 銀河機攻隊 マジェスティックプリンス（ジアート）
- たまゆら〜もあぐれっしぶ〜（夏目望）
- DIABOLIK LOVERS（2013年 - 2015年、逆巻アヤト） - 2シリーズ
- フォトカノ（九堂博道）
- ポケットモンスター ベストウイッシュ シーズン2 エピソードN（ダイスケ）
- リコーダーとランドセル ミ☆（吉岡兄）

2014年
- 僕らはみんな河合荘（山本〈北条〉）
- マジンボーン（レボルト）

2015年
- 雨色ココア（2015年 - 2016年、岩瀬啓一） - 3シリーズ
- 学戦都市アスタリスク（マディアス・メサ）
- 境界のRINNE（りんねの祖父）
- 血界戦線（2015年 - 2017年、ツェッド・オブライエン） - 2シリーズ
- Charlotte（スカイハイ斉藤）
- 新あたしンち（2015年 - 2016年、岩木）
- 聖剣使いの禁呪詠唱（ルー・ヂーシン）
- ドラゴンボール超（2015年 - 2018年、天津飯、モヒイト）
- 美男高校地球防衛部LOVE!（真桑ウリヤ）
- ヤング ブラック・ジャック（宝）
- ワールドトリガー（2015年 - 2021年、風間蒼也） - 2シリーズ

2016年
- アクティヴレイド -機動強襲室第八係-（稲城光太郎）
- SERVAMP-サーヴァンプ-（クランツ＝ローゼン）
- 坂本ですが?（坂本）
- 初恋モンスター（二階堂大谷）

2017年
- ACCA13区監察課（パスティス）
- チェインクロニクル 〜ヘクセイタスの閃〜（シュザ）
- Rewrite（三国）
- ID-0（ケイン・アリスガワ）
- 僕のヒーローアカデミア（2017年 - 2024年、ベストジーニスト〈袴田維〉） - 5シリーズ
- ナナマル サンバツ（深見誠司）
- 戦刻ナイトブラッド（甘粕景持）
- 十二大戦（迂々真）
- ドリフェス!R（五月女一花）
- 妹さえいればいい。（ジーク・レッドフィールド）
- いつだって僕らの恋は10センチだった。（明智咲）

2018年
- 新幹線変形ロボ シンカリオン（2018年 - 2021年、出水シンペイ、Zギア） - 2シリーズ
- 続 刀剣乱舞-花丸-（数珠丸恒次）
- 伊藤潤二『コレクション』（四つ辻の美少年）
- 美男高校地球防衛部HAPPY KISS!（指宿阿多）
- ニル・アドミラリの天秤（隠由鷹）
- 奴隷区 The Animation（新宿セイヤ）
- 働くお兄さん!の2!（クリ戸先輩）
- ゲゲゲの鬼太郎（第6作）（画皮）
- SSSS.GRIDMAN（グリッドマン） - 2023年に劇場総集編公開

2019年
- ドメスティックな彼女（桐谷怜士）
- ブラッククローバー（2019年 - 2020年、謎の魔道士 / ゾラ・イデアーレ、ザラ・イデアーレ）
- ポプテピピック TVスペシャル 玄武ver.（ポプ子〈第14話Bパート〉）
- ワンパンマン（2019年 - 、ガロウ） - 2シリーズ
- 鬼滅の刃（お堂の鬼）
- あんさんぶるスターズ!（天祥院英智）
- 魔王様、リトライ!（オルイット）
- ダンベル何キロ持てる?（モッキー）
- ACTORS -Songs Connection-（一乗谷羚）
- ぼくたちは勉強ができない!（数学教授 / 古橋零侍）
- けだまのゴンじろー（神野頭脳）

2020年
- かくしごと（不二多勝日郎）
- 魔王学院の不適合者 〜史上最強の魔王の始祖、転生して子孫たちの学校へ通う〜（2020年 - 2023年、エルドラ・ザイア） - 2シリーズ
- キミと僕の最後の戦場、あるいは世界が始まる聖戦（2020年 - 2025年、仮面卿） - 2シリーズ
- とーとつにエジプト神（メジェド ） - 2シリーズ

2021年
- SK∞ エスケーエイト（桜屋敷薫〈Cherry blossom〉）
- SHAMAN KING（2021年 - 2022年、シルバ、500年前のハオ）
- ドラゴン、家を買う。（コボルト・ダニエル）
- RE-MAIN（備前昭充）
- かぎなど（2021年 - 2022年、棗恭介、芳野祐介、フィッシュ斉藤） - 2シリーズ
- プラチナエンド（2021年 - 2022年、バルタ）
- ワッチャプリマジ!（2021年 - 2022年、御芽河阿智彦）
- サクガン（ルーファス）
- キミとフィットボクシング（ガイ）
- 名探偵コナン 警察学校編 Wild Police Story（2021年 - 2023年、諸伏景光）

2022年
- 怪人開発部の黒井津さん（フェンリル）
- 薔薇王の葬列（ヘンリー、ティレル）
- のりものまん モービルランドのカークン（レオ）
- シャドウバースF（2022年 - 2024年、ウルフラム・ゼルガ）
- ヒロインたるもの!〜嫌われヒロインと内緒のお仕事〜（明智咲）
- 名探偵コナン ゼロの日常（諸伏景光）
- ビルディバイド -＃FFFFFF-（レパルダス）
- 恋は世界征服のあとで（マッチロックイーグル）
- デジモンゴーストゲーム（ドウモン）
- 新テニスの王子様 U-17 WORLD CUP（2022年 - 2024年、L・カミュ・ド・シャルパンティエ） - 2シリーズ
- ヒューマンバグ大学 -不死学部不幸学科-（伍代千隼）

2023年
- 陰の実力者になりたくて!（ジミナ・セーネン）
- カワイスギクライシス（亜妻光彦）
- 王様ランキング 勇気の宝箱（キョウ）
- ライザのアトリエ 〜常闇の女王と秘密の隠れ家〜（カール・シュタウト）
- ポケットモンスター（ミッチェル）
- 帰還者の魔法は特別です（ラパエル・ツェーリンゲン）
- ONE PIECE（2023年 - 2024年、ホンゴウ）
- 婚約破棄された令嬢を拾った俺が、イケナイことを教え込む（ハーヴェイ・クロフォード）

2024年
- 佐々木とピーちゃん（ヨーゼフ）
- ラグナクリムゾン（ヘビ、フェルビゴート）
- 勇気爆発バーンブレイバーン（ヴァニタス）
- デート・ア・ライブV（エリオット・ボールドウィン・ウッドマン〈青年〉）
- 花野井くんと恋の病（穂積梢一郎）
- かつて魔法少女と悪は敵対していた。（御使い〈鳥〉）
- デリコズ・ナーサリー（ジェラス）
- 魔法使いになれなかった女の子の話（ノーザン＝ハリス）

2025年
- 逃走中 グレートミッション（不二見）
- 異修羅（無尽無流のサイアノプ）
- TO BE HERO X（魂電）
- ウィッチウォッチ（酒井大樹マークII）
- 神椿市建設中。（まくすうぇる）

### 劇場アニメ
1991年
- ドラゴンクエスト ダイの大冒険（兵士）
- ドラゴンボールZ 超サイヤ人だ孫悟空（兵士B）
- まじかる☆タルるートくん 燃えろ!友情の魔法大戦（悪魔軍団）

1992年
- キャンディ・キャンディ（アーチー）
- 銀河英雄伝説外伝 黄金の翼（ラインハルト・フォン・ミューゼル）
- ドラゴンクエスト ダイの大冒険 起ちあがれ!!アバンの使徒（海の男）
- ドラゴンクエスト ダイの大冒険 ぶちやぶれ!!新生6大将軍（ブレーガン）

1993年
- 劇場版 美少女戦士セーラームーンR（フィオレ）
- ろくでなしBLUES 1993（米示）

1994年
- スラムダンク（流川楓）
- スラムダンク 全国制覇だ! 桜木花道（流川楓）

1995年
- スラムダンク 湘北最大の危機! 燃えろ桜木花道（流川楓）
- スラムダンク 吠えろバスケットマン魂!! 花道と流川の熱き夏（流川楓）
- ドラゴンボールZ 復活のフュージョン!!悟空とベジータ（パイクーハン）
- はじまりの冒険者たち レジェンド・オブ・クリスタニア（レードン）

1998年
- ザ☆ドラえもんズ ムシムシぴょんぴょん大作戦!（タガメロボA）
- 新機動戦記ガンダムW Endless Waltz 特別篇（ヒイロ・ユイ）

1999年
- 劇場版 遊☆戯☆王（海馬瀬人）

2001年
- スレイヤーズぷれみあむ（ゼルガディス）

2002年
- デジモンフロンティア 古代デジモン復活!!（ヒポグリフォモン）

2003年
- 映画 あたしンち（岩木）

2004年
- 聖闘士星矢 天界編 序奏〜overture〜（斗馬〈イカロス〉）

2005年
- AIR（国崎往人）

2006年
- Deep Imagination ─創造する遺伝子たち─/COMEDY（黒い剣士）

2007年
- 劇場版 CLANNAD -クラナド-（芳野祐介）
- ジョジョの奇妙な冒険 ファントムブラッド（ディオ・ブランドー）

2010年
- 劇場版3D あたしンち 情熱のちょ〜超能力♪ 母大暴走!（岩木）

2013年
- ドラゴンボールZ 神と神（天津飯）
- Fate/ゼロカフェ（ランサー）
- PERSONA3 THE MOVIE #1 Spring of Birth（真田明彦）
- ルパン三世VS名探偵コナン THE MOVIE（キース伯爵）

2014年
- PERSONA3 THE MOVIE #2 Midsummer Knight's Dream（真田明彦）

2015年
- ドラゴンボールZ 復活の「F」（天津飯）

2016年
- PERSONA3 THE  MOVIE #4 Winter of Rebirth（真田明彦）
- ずっと前から好きでした。〜告白実行委員会〜（明智咲）
- 劇場版マジェスティックプリンス 覚醒の遺伝子（ジアート）

2017年
- 劇場版 黒子のバスケ LAST GAME（ナッシュ・ゴールド・Jr）

2018年
- コードギアス 反逆のルルーシュ II・III（黎星刻） - 2作品

2019年
- 劇場版 うたの☆プリンスさまっ♪ マジLOVEキングダム（鳳瑛一）
- 劇場版 新幹線変形ロボ シンカリオン 未来からきた神速のALFA-X（出水シンペイ）

2021年
- 劇場版 クドわふたー（棗恭介）

2022年
- 名探偵コナン ハロウィンの花嫁（諸伏景光）
- ONE PIECE FILM RED（ホンゴウ）

2023年
- グリッドマン ユニバース（グリッドマン、怪獣の声）
- ブラッククローバー 魔法帝の剣（ゾラ・イデアーレ）

2024年
- 僕のヒーローアカデミア THE MOVIE ユアネクスト（ベストジーニスト）

2025年
- 名探偵コナン 隻眼の残像（諸伏景光）

### OVA
1990年
- BE-BOP-HIGHSCHOOL（1990年 - 1993年、高校生E、村井、浜田、安田、中尾）

1991年
- 硬派銀次郎（戸部）
- ここはグリーン・ウッド（栃沢）
- 3×3 EYES（秀一〈秀さん〉）
- スローステップ（染井吉雄）
- ダークキャット（近藤）
- 人魚の森（兵隊B）
- 星くずパラダイス（スタッフ）
- 銀河英雄伝説 #41

1992年
- 甲竜伝説ヴィルガスト（ユータ）
- 新世紀GPXサイバーフォーミュラシリーズ（1992年 - 2000年、新条直輝） - 5シリーズ+『グラフィティ』
- 世界の光 親鸞聖人（覚明房）
- ドン 極道水滸伝（伊達武吉）
- ドン 極道水滸伝 怒濤編（伊達武吉）
- バビル2世（サイキストC）

1993年
- ザ・コクピット 音速雷撃隊（野上少尉）
- 魔神英雄伝ワタル 終わりなき時の物語（1993年 - 1994年、闇羅王）

1994年
- BOUNTY DOG/月面のイブ（ケイ・ミムラ）
- B.B.フィッシュ（村岡）
- 放課後の職員室（川瀬光郎）
- マップス（十鬼島ゲン）

1995年
- SMガールズ セイバーマリオネットR（スター・フェイス）
- 真・女神転生 東京黙示録（相馬小次郎）
- 精霊使い（覚羅）
- 秘境探検ファム&イーリー（ラエル王子）
- へんてこなボランティア（加藤牧夫）
- 負けるな!魔剣道（チュウ・カーン）

1996年
- アーシアンIII（メサイヤ）
- 超人学園ゴウカイザー（カッシュ・ギースタン）
- ファイアーエムブレム 紋章の謎（マルス）
- ふしぎ遊戯（鬼宿、宿南魏）
- 結婚 〜Marriage〜（新井透吾）
- レジェンド・オブ・クリスタニア（レードン）

1997年
- 新機動戦記ガンダムW Endless Waltz（ヒイロ・ユイ）
- 超光速グランドール（フリードシャルフ）
- 超獣伝説ゲシュタルト（シャザーン）
- またまたセイバーマリオネットJ（ゲルハルト・フォン・ファウスト）

1999年
- 地獄先生ぬ〜べ〜 史上最大の激戦!絶鬼来襲!!（絶鬼）
- 卒業M 〜オレ達のカーニバル〜（新井透吾）
- 倒凶十将伝（瀬具十斗）
- Weiß kreuz（シュルディッヒ）

2000年
- 伊藤潤二 恐怖マンガcollection『ファッションモデル』（岩崎）

2001年
- Memories Off（三上智也）

2002年
- スクライド ファンディスク（劉鳳）

2003年
- 天地無用! 魎皇鬼（第三期）（九羅密美咲生）
- とらいあんぐるハート 〜Sweet Songs Forever〜（高町恭也）
- Vie Durant（シリア）

2005年
- GUNDAM EVOLVE../7 XXXG-00W0 WING GUNDAM ZERO（ヒイロ・ユイ）
- 好きなものは好きだからしょうがない!!（羽柴空）
- スーパーロボット大戦ORIGINAL GENERATION THE ANIMATION（マサキ・アンドー）
- セイント・ビースト〜幾千の昼と夜 編〜（鳳凰のルカ）
- パパとKISS IN THE DARK（宗方実良）

2007年
- 銀河鉄道物語 〜忘れられた時の惑星〜（デイビット・ヤング）

2008年
- キレパパ。（鷹司千里）

2010年
- 恋する暴君（巽宗一）

2011年
- 英雄伝説 空の軌跡 THE ANIMATION（レオンハルト）
- お兄ちゃんのことなんかぜんぜん好きじゃないんだからねっ!!（ピザ宅配員）
- 世界一初恋 〜小野寺律の場合〜（美濃奏）
- 世界一初恋 〜羽鳥芳雪の場合〜（美濃奏）

2012年
- この男子、人魚ひろいました。（イサキ）
- 史上最強の弟子ケンイチ（矢力部蔵人）※単行本46巻の特装版に付属のDVD。
- 流れ星レンズ（武智）

2014年
- リトルバスターズ! EX（棗恭介 / 時風瞬）

2015年
- DIABOLIK LOVERS（逆巻アヤト）※PlayStation Vita専用ソフト『DIABOLIK LOVERS DARK FATE』 アニメイト限定セット付属のオリジナルアニメーションDVD

2017年
- 初恋モンスター（二階堂大谷）※単行本第8巻アニメDVD付き特装版

2020年
- ACCA13区監察課 Regards（パスティス）

2021年
- Fate/Grand Carnival（赤兎馬）

### Webアニメ
2010年代
- Starry☆Sky（2010年、土萌羊）
- 神羅万象〜天地神明の章〜（2014年、サイガ）
- Bonjour♪恋味パティスリー（2014年、涼芳之助）
- ニンジャスレイヤー フロムアニメイシヨン（2015年、ウォーロック）
- たまぽんず（2017年、店長）

2020年代
- とーとつにエジプト神（2020年 - 2021年、メジェド）
- 異能のアイシス（2021年、赤腕）
- 終末のワルキューレ（2021年、トール）
- TVアニメ「プラチナエンド」解説動画 おしえて!てんしーず（2021年、バルタ）
- Fate/Grand Order 藤丸立香はわからない Season2（2024年、赤兎馬）
- あたしンちNEXT（2024年、岩木）

### ゲーム
1992年
- ダウンタウン熱血行進曲（藤堂護） - PCエンジン SUPER CD-ROM2版
- プリンス・オブ・ペルシャ（若者） - メガCD版
- 電忍アレスタ（影狼）
- 超時空要塞マクロス 永遠のラヴソング

1993年
- Aランクサンダー 誕生編（乱由鷹）
- ドラゴンボール シリーズ（1993年 - 2020年、人造人間16号、パイクーハン、天津飯） - 19作品
- フラッシュハイダース（バング・バイポット）

1994年
- KO世紀ビースト三獣士 〜ガイア復活 完結編〜（ライガ）
- 真・女神転生（主人公） - メガCD版
- スレイヤーズ（ゼルガディス＝グレイワーズ）
- ソル・モナージュ（ソニア）
- 天地を喰らう - PCエンジン SUPER CD-ROM2版
- LUNAR エターナルブルー（ヒイロ）

1995年
- 空想科学世界ガリバーボーイ（マルチス）
- スーパースラムズ -FROM TV ANIMATION SLAM DUNK-（流川楓） - アーケード版
- テレビアニメ スラムダンク アイラブバスケットボール（流川楓） - セガサターン版
- テレビアニメ スラムダンク2 IH予選完全版!!（流川楓） - スーパーファミコン版
- 聖夜物語 AnEarth Fantasy Stories（カシム）
- ダブルドラゴン（ビリー）
- バトルタイクーン（バング）
- メタモル・パニック D♥KI D♥KI 妖魔バスターズ!!（逢魔幻人）
- 超人学園ゴウカイザー（ヘルスティンガー）
- QUOVADIS（ハル・バランシン）

1996年
- スーパーロボット大戦シリーズ（1996年 - 2016年、マサキ・アンドー） - 12作品
- スーパーロボット大戦シリーズ（1996年 - 2008年、ヒイロ・ユイ） - 6作品
- 闘神伝3（ディビット）
- トバルNo.1（チュージ・ウー）
- 七つの秘館（飛鳥一平）
- フェーダ・リメイク! エンブレム・オブ・ジャスティス（タスク・ブレストレート）

1997年
- エイナスファンタジーストーリーズ ザ・ファースト・ボリューム（カシム）
- エルフィンパラダイス（品川和也）
- スーパーロボット大戦シリーズ（1997年 - 2013年、ヒイロ・ユイ、マサキ・アンドー） - 6作品
- スレイヤーズ ろいやる（ゼルガディス＝グレイワーズ）
- テイルズ オブ デスティニー（リオン・マグナス）
- トバル2（チュージ・ウー）
- フェーダ2（トム・ウッドランド）
- Hop Step あいどる☆（小坂亮）
- 惑星攻機隊りとるキャッツ（トニィ）
- QUOVADIS 2〜惑星強襲オヴァン・レイ〜（ハル・バランシン）

1998年
- SDガンダム GGENERATION（1998年 - 2025年、ゼロ・ムラサメ〈プロト・ゼロ〉、ヒイロ・ユイ） - 14作品
- 機動戦士ガンダム ギレンの野望（プロト・ゼロ）
- サイキックフォース2012（マイト）
- 少女革命ウテナ いつか革命される物語（御影草時）
- 新世代ロボット戦記ブレイブサーガ（雷張ジョー）
- スレイヤーズ ろいやる2（ゼルガディス＝グレイワーズ）
- スレイヤーズ わんだほ〜（ゼルガディス＝グレイワーズ）
- ゼノギアス（フェイ）
- 堕落天使（クール）
- バーニングレンジャー（ショウ・アマバネ）
- ひざの上の同居人（カイム）
- ファンタスティックフォーチュン（セイリオス・エル・サークリッド、アルムレディン・レイノルド・ダリス）
- 遊☆戯☆王 モンスターカプセル ブリード&バトル（海馬瀬人）
- 夢☆色いろ（岡田明）
- 雷弩機兵ガイブレイブII（グロッグ）
- ラングリッサーV（シグマ）
- LUNAR2 エターナルブルー（ヒイロ）

1999年
- 金田一少年の事件簿3 青龍伝説殺人事件（真田孝一）
- ゴルフしようよ（ジュリアン・クレメンツ）
- サーカディア（大塚守）
- サイキックフォース2（マイト）
- スタートリングオデッセイ1 ブルーエボリューション（レオン）
- スーパーヒーロー作戦（ヒイロ・ユイ）
- Spiritual Soul（アクセル・エンフォージ）
- DEAD OR ALIVE 2（ハヤテ、アイン）
- 闘神伝 昴（スバル・シンジョウ）
- 新世紀GPXサイバーフォーミュラ 新たなる挑戦者（新条直輝）
- 封神領域エルツヴァーユ（天法院慧矢）
- ラクガキショータイム（ユキヲ）

2000年
- エターナルアルカディア（ラミレス）
- サンライズ英雄譚R（ヒイロ・ユイ、第6話予告ナレーション）
- Sorcerous Stabber ORPHEN 魔術士オーフェン（キース）
- 夏色剣術小町（宮本陽正）
- 七つの秘館 戦慄の微笑（飛鳥圭）
- ブレイブサーガ2（雷張ジョー）

2001年
- エクソダスギルティー ネオス（アーレス・ザザン）
- サモンナイト2（ネスティ）
- 大乱闘スマッシュブラザーズDX（マルス）

2002年
- 俺の下であがけ（黒崎壱哉）
- Only you -リベルクルス-（魔神勇二）
- カフェ・リンドバーグ 〜ぼくらの恋愛心理学2〜（一ノ瀬進哉）
- 神無ノ鳥（レンジャク）
- THE女の子のための恋愛アドベンチャー 〜硝子の森〜（宮沢樹）
- 三國志戦記（周瑜）
- シャーマンキング スピリット オブ シャーマンズ（シルバ）
- それは舞い散る桜のように（相楽山彦）
- DarlingII Backlash（中沢アルトゥール航河）
- テイルズ オブ ザ ワールド なりきりダンジョン2
- テイルズ オブ デスティニー2（ジューダス）
- テイルズ オブ ファンダム Vol.1（リオン・マグナス）
- DEAD OR ALIVE 3（ハヤテ、アイン）
- ときめきメモリアル Girl's Side（葉月珪）
- パックマンワールド2（クライド）
- ラブ★スマッシュ!（ジャック・K・マンソン）

2003年
- 吸血姫夕維 〜千夜抄〜（那嵬）
- キャッスルヴァニア 〜暁月の円舞曲〜（来須蒼真）
- サモンナイト3（ネスティ）
- SUNRISE WORLD WAR Fromサンライズ英雄譚（ヒイロ、劉鳳、ジョー）
- ボボボーボ・ボーボボ ハジけ祭（ソフトン、カツ、ピカリ）

2004年
- アドバンスガーディアンヒーローズ（エン、ライ、ヒョウ）
- Angel's Feather（御園生櫂）
- 機神咆吼デモンベイン（マスター・テリオン）
- 決戦III（明智光秀）
- 勝負師伝説 哲也 DIGEST（木座神）
- 金色のガッシュベル!! 友情タッグバトル（デュフォー）
- 金色のガッシュベル!! 友情タッグバトル フルパワー（デュフォー）
- 金色のガッシュベル!! 激闘!最強の魔物達（デュフォー）
- 金色のガッシュベル!! うなれ!友情の電撃2（デュフォー）
- サモンナイト クラフトソード物語2（ネスティ）
- スカッとゴルフ パンヤ ボイスクラブでのショット（カズ）
- 好きなものは好きだからしょうがない!!（羽柴空）
- 戦国無双（明智光秀、エディット武将男、新武将男 他）
- 戦国無双 猛将伝（明智光秀、エディット武将男、新武将男 他）
- Double Reaction!（アンリ・デュバリエ）
- Double Reaction! PLUS（アンリ・デュバリエ）
- Cherryblossom 〜チェリーブロッサム〜（漆原薫）
- 月は東に日は西に 〜Operation Sanctuary〜（天ヶ崎祐介）※コンシューマ版
- 帝国千戦記（史鋭慶）
- DIGITAL DEVIL SAGA アバタール・チューナー（ヒート）
- DEAD OR ALIVE ULTIMATE（ハヤテ、アイン）
- 転生學園幻蒼録（飛河薙）
- バックラッシュ 恋のエキゾーストヒート（中沢アルトゥール航河）
- フリフオンライン（男性キャラクター）
- ボボボーボ・ボーボボ 9極戦士ギャグ融合（ソフトン）
- ボボボーボ・ボーボボ 爆闘ハジケ大戦（ソフトン）
- 名探偵コナン 大英帝国の遺産
- 烈火の炎〜Flame of Recca FINAL BURNING〜（水鏡凍季也）

2005年
- 悪魔城ドラキュラ 蒼月の十字架（来須蒼真、アバドン）
- Another Century's Episode（ヒイロ・ユイ）
- アニマムンディ 終りなき闇の舞踏（ミハエル・ランフト子爵）
- 戦神 -いくさがみ-（明智光秀）
- カフェ・リンドバーグ -summer season-（一ノ瀬進哉）
- クリティカルベロシティ（ソール）
- 激・戦国無双（明智光秀）
- コード・エイジ コマンダーズ 〜継ぐ者 継がれる者〜（ジェラルド）
- 金色のガッシュベル!! 友情タッグバトル2（デュフォー）
- 金色のガッシュベル!! うなれ!友情の電撃 ドリームタッグトーナメント（デュフォー）
- 金色のガッシュベル!! ゴー!ゴー!魔物ファイト!!（デュフォー）
- 死神修行はじめました。（グレン）
- シャイニング・フォース ネオ（カイン、仮面の男）
- 新世紀勇者大戦
- STAMP OUT（赤江昌行）
- 超ドラゴンボールZ（人造人間16号）
- テイルズ オブ ザ ワールド なりきりダンジョン3
- DIGITAL DEVIL SAGA アバタール・チューナー2（ヒート）
- DEAD OR ALIVE 4（ハヤテ、アイン）
- 咎狗の血（シキ）
- ドラゴンボールZ Sparking!（2005年 - 2024年、天津飯、人造人間16号） - 4作品
- NAMCO x CAPCOM（ジューダス）
- ネオジオバトルコロシアム（ユウキ）
- 花町物語（朱璃）
- ボボボーボ・ボーボボ 脱出!!ハジケ・ロワイヤル（ソフトン）

2006年
- Another Century's Episode 2（ヒイロ・ユイ）
- アラビアンズ・ロスト（ミハエル＝ファウスト）
- 英雄伝説 空の軌跡FC（ロランス少尉）※PSP版
- 英雄伝説 空の軌跡SC（剣帝レオンハルト）
- 乙女的恋革命★ラブレボ!!（シノブ）
- 機神飛翔デモンベイン（マスター・テリオン）
- CLANNAD（芳野祐介）
- ジョジョの奇妙な冒険 ファントムブラッド（ディオ・ブランドー）
- SpellDown（音羽勇二）
- ゼノサーガ エピソードIII［ツァラトゥストラはかく語りき］（ウ・ドゥ）
- 戦国無双2（明智光秀）
- 戦国無双2 Empires（明智光秀）
- ダージュ オブ ケルベロス ファイナルファンタジーVII（レストリクター）
- テイルズ オブ ザ ワールド レディアント マイソロジー（リオン・マグナス）
- テイルズ オブ デスティニー（PS2版）（リオン・マグナス）
- 転生學園月光録（飛河薙、大嶽丸）
- ファンタジーアース ゼロ（意志の強い少年I：ボイスチケット♂X）
- ペルソナ3（真田明彦）
- 魔界戦記ディスガイア2（アデル）
- Laughter Land（オズワルド）

2007年
- Another Century's Episode 3 THE FINAL（ヒイロ・ユイ）
- アルトネリコ2 世界に響く少女たちの創造詩（タルガーナ）
- うわさの翠くん!! 夏色ストライカー（氷野司）
- AIR（国崎往人）
- 英雄伝説 空の軌跡 the 3rd（黒騎士）
- 俺の下でAGAKE（黒崎壱哉）
- ガンダム無双（ヒイロ・ユイ）
- 恋姫†無双 〜ドキッ☆乙女だらけの三国志演義〜（左慈）
- シャイニング・ウィンド（キルレイン）
- 神曲奏界ポリフォニカ Memories White（エリファス・ブランカ・アルビオーナ）
- スイングゴルフ パンヤ 2ndショット!（カズ）
- セイント・ビースト〜螺旋の章〜（鳳凰のルカ）
- 戦国無双2 猛将伝（明智光秀）
- 戦国無双KATANA（明智光秀）
- テイルズ オブ デスティニー2（ジューダス）
- ドラゴンボールZ 遥かなる悟空伝説（人造人間16号）
- ペルソナ3 フェス（真田明彦）
- MAPLUS ポータブルナビ2（ナビゲーション音声）※有料ダウンロードコンテンツ
- 無双OROCHI（明智光秀）
- リトルバスターズ!（棗恭介、マスクザ斉藤）
- 令嬢探偵 〜オフィスラブ事件慕〜（四季健介）
- Wonderland ONLINE（シド）

2008年
- うわさの翠くん!!2 ふたりの翠!?（氷野司）
- ガーネットクロニクル〜紅輝の魔石〜（キリアン）
- ガンダム無双2（ヒイロ・ユイ）
- 機動戦士ガンダム ガンダムVS.ガンダム（ヒイロ・ユイ）
- クイズマジックアカデミーDS（クロニカ）
- クリムゾン・エンパイア〜Circumstance to serve a noble〜（ミハエル＝ファウスト）
- クレプシドラ〜光と影の十字架〜（ディス / 闇の助祭〈ディノス〉）
- スーパーロボット大戦Z（アサキム・ドーウィン、レイヴン）
- sweet pool（翁長善弥）
- スティールプリンセス〜盗賊皇女〜（キール）
- 大乱闘スマッシュブラザーズX（マルス）
- チョコボと魔法の絵本 魔女と少女と5人の勇者（司祭リッチ）
- 「っポイ!」 ひと夏の経験!?（日下万里）
- ディシディア ファイナルファンタジー（フリオニール）
- テイルズ オブ デスティニー ディレクターズカット（リオン・マグナス）
- トゥルーフォーチュン（木戸帝生）
- 咎狗の血 True Blood（シキ）
- NINJA GAIDEN 2（電撃のアレクセイ）
- ヴァンテージマスターポータブル（レーヴェ）
- 花宵ロマネスク 愛と哀しみ－それは君のためのアリア（宝生綾芽）
- ファンタシースターZERO（レーヴェ、主人公）
- Fate/unlimited codes（ZEROランサー）
- 新世紀GPXサイバーフォーミュラ VS
- 星空のコミックガーデン（轟木圭吾）
- 魔界戦記ディスガイア3（アデル）※ダウンロードコンテンツで登場
- 無双OROCHI 魔王再臨（明智光秀）
- ユア・メモリーズオフ〜Girl's Style〜（2008年 - 2009年、佐々俊一） - 2作品
- ライフウィズアイドル（神崎拓也）
- Real Rode -リアルロデ-（キース）
- LUX-PAIN（レイ・プラティエール）

2009年
- カヌチ 黒き翼の章（アクト・エスタ）
- 仮面ライダー クライマックスヒーローズ（仮面ライダーネガ電王）
  - 仮面ライダー クライマックスヒーローズ
  - 仮面ライダー クライマックスヒーローズW

- 機動戦士ガンダム ガンダムVS.ガンダムNEXT（ヒイロ・ユイ）
- SIGNAL（中沢アルトゥール航河）
- Starry☆Sky 〜in Spring〜（土萌羊）
- STEAL!（藤ヶ谷慧）
- 戦国無双3（明智光秀）
- 誰にでも裏がある -True or Lie?-（御門利人）
- ディシディア ファイナルファンタジー ユニバーサルチューニング（フリオニール〈日本語版戦闘ボイス〉）
- テイルズ オブ ザ ワールド レディアント マイソロジー2（リオン・マグナス）
- テイルズ オブ バーサス（リオン・マグナス）
- 桃華月憚 -光風の陵王-（桜右近）
- 闘真伝（富士見守）
- なりそこない英雄譚〜太陽と月の物語〜（クロック）
- 伯爵と妖精 〜夢と絆に想いを馳せて〜（エドガー・J・C・アシェンバート）
- 花陰 -堕ちた蜜華-（朱璃）
- ファンタジーゴルフ パンヤ PORTABLE（カズ）
- ペルソナ3 ポータブル（真田明彦）
- 無双OROCHI Z（明智光秀）
- リトルアンカー（白浪雪乃）
- リトルバスターズ! Converted Edition（棗恭介、マスクザ斉藤）

2010年
- 悪魔城ドラキュラ ハーモニー オブ ディスペアー（来須蒼真）
- Another Century's Episode:R（マサキ・アンドー、黎星刻）
- イースvs.空の軌跡 オルタナティブ・サーガ（レーヴェ）
- 乙女的恋革命★ラブレボ!! Portable（シノブ）
- カヌチ 二つの翼（アクト・エスタ）
- 仮面ライダー クライマックスヒーローズ オーズ（仮面ライダーネガ電王）
- 仮面ライダーバトル ガンバライド（仮面ライダーネガ電王 / ネガタロス）
- ガンダム無双3（ヒイロ・ユイ）
- 機動戦士ガンダム エクストリームバーサス（2010年 - 2016年、ヒイロ・ユイ） - 5作品
- ケロロRPG 騎士と武者と伝説の海賊（レイン）
- シャイニング・ハーツ（ラグナス）
- Starry☆Sky 〜in Spring〜 Portable（土萌羊）
- Starry☆Sky 〜After Spring〜（土萌羊）
- 戦場のヴァルキュリア2 ガリア王立士官学校（バルドレン・ガッセナール）
- TAKUYO Mix Box 〜ファーストアニバーサリー〜（漆原薫）
- 咎狗の血 True Blood Portable（シキ）
- ドラゴンボールヒーローズ（2010年 - 2024年、天津飯〈2代目〉、人造人間16号、パイクーハン、ガッシュ） - 7作品
- ドラゴンボール レイジングブラスト2（天津飯、人造人間16号、パイクーハン）
- B's-LOG パーティー♪（宝生綾芽）
- プロジェクトケルベルス（仲間嵩）
- 雅恋 〜MIYAKO〜（式神・弐号）
- 猛獣使いと王子様（マティアス）
- Real Rode -リアルロデ- PORTABLE（キース）

2011年
- Another Century's Episode Portable（ヒイロ・ユイ）
- アンチェインブレイズレクス（ルシアス）
- 籠の中のアリシス（マクシミリアン〈謎の青年〉）
- 仮面ライダー クライマックスヒーローズ フォーゼ（仮面ライダーネガ電王）
- 恋して彼氏（長瀬春馬）
- 真かまいたちの夜 11人目の訪問者（池谷雅也）
- 戦国無双3 猛将伝（明智光秀）
- 戦国無双3 Z（明智光秀）
- 戦国無双3 Empires（明智光秀）
- 戦国無双 Chronicle（明智光秀）
- 戦場のヴァルキュリア3 -Unrecorded Chronicles-（バルドレン・ガッセナール）
- スーパーロボット大戦シリーズ（2011年 - 2015年、ヒイロ・ユイ、アサキム・ドーウィン） - 3作品
- 誰にでも裏がある -Happy Gift-（御門利人）
- ディシディア デュオデシム ファイナルファンタジー（フリオニール）
- テイルズ オブ ザ ワールド レディアント マイソロジー3（リオン・マグナス、ジューダス）
- DEAD OR ALIVE Dimensions（ハヤテ、アイン）
- TROY無双（パリス）
- ドラゴンボール改 アルティメット武闘伝（天津飯、人造人間16号）
- FabStyle（ディヴィット・フレミング）
- 雅恋 〜MIYAKO〜 月詠の夢（式神・弐号）
- 無双OROCHI 2（2011年 - 2013年、明智光秀） - 4作品
- 猛獣使いと王子様 〜Snow Bride〜（マティアス）
- 猛獣使いと王子様 Portable（マティアス）

2012年
- 逢魔時〜怪談ロマンス〜（式部密）
- 仮面ライダー 超クライマックスヒーローズ（仮面ライダーネガ電王）
- Confidential Money 〜300日で3000万ドル稼ぐ方法〜（アラン・モリス）
- シャイニング・ブレイド（アルベリッヒ）
- Starry☆Sky 〜After Spring〜 Portable（土萌羊）
- 聖闘士星矢Ω アルティメットコスモ（光牙）
- ゼッタイ☆スター（天羽純弥）
- 戦国無双 Chronicle 2nd（明智光秀）
- 第2次スーパーロボット大戦Z 再世篇（ヒイロ・ユイ、黎星刻、アサキム・ドーウィン）
- DIABOLIK LOVERS（逆巻アヤト）
- テイルズ オブ ザ ヒーローズ ツインブレイヴ（リオン・マグナス）
- DEAD OR ALIVE 5（ハヤテ）
- とびたて!超時空トラぶる花札大作戦（ランサー）
- ヒーローズファンタジア（劉鳳、ゼルガディス＝グレイワーズ）
- フォトカノ（九堂博道）
- ブレイブリーデフォルト フライングフェアリー（ノブツナ・カミイズミ）
- ペルソナ4 ジ・アルティメット イン マヨナカアリーナ（真田明彦）
- 雅恋 〜MIYAKO〜 あわゆきのうたげ（式神・弐号）
- 猛獣使いと王子様 〜Snow Bride〜 Portable（マティアス）
- ラスティハーツ（フランツ）

2013年
- カオス ヒーローズ オンライン（ゼルディン、レファド）
- 神撃のバハムート（アルベール、ドールユーザー、パーシヴァル）
- スーパーロボット大戦UX（マスターテリオン）
- 青春はじめました!（空閑灰時）
- Tiny×MACHINEGUN（ブラッドレー・マクダニエル）
- 黄昏時〜怪談ロマンス〜（式部密）
- DIABOLIK LOVERS MORE,BLOOD（逆巻アヤト）
- DIABOLIK LOVERS LIMITED V EDITION（逆巻アヤト）
- DEAD OR ALIVE 5 ULTIMATE（アイン、ハヤテ）
- ドラゴンネスト（アサシン）
- 忍者アームズ
- HEROES' VS（仮面ライダーネガ電王）
- Fate/Zero The Adventure（ランサー）
- フォトカノ Kiss（九堂博道）
- ブレイブリーデフォルト フォーザ・シークウェル（ノブツナ・カミイズミ）
- ペルソナ4 ジ・アルティマックス ウルトラスープレックスホールド（真田明彦）
- 楽園男子（松嶋総士）
- 0時の鐘とシンデレラ〜Halloween Wedding〜（エルマー＝イングラム）

2014年
- あやかしごはん（狐森吟）
- ALICE＝ALICE（裏ありす）
- Unlight（メレン）
- CV 〜キャスティングボイス〜（鷹城好一）
- GUILTY GEAR Xrd SIGN（ベッドマン）
- クロスサマナー（アルウィン・アッシュフォード王子）
- クロノスタシア（クライヴ・ニール）
- 魁!!男塾 〜日本よ、これが男である！〜（赤石剛次）
- 声カレ〜放課後キミに会いに行く〜（月城冬馬）
- 三国志英歌
- 白猫プロジェクト（カイル、闇の王）
- シャイニング・レゾナンス（煌竜）
- 新・世界樹の迷宮2 ファフニールの騎士（主人公）
- 神話帝国ソウルサークル
- 戦国無双 Chronicle 3（明智光秀）
- 戦国無双4（明智光秀）
- 大乱闘スマッシュブラザーズ for Nintendo 3DS / Wii U（マルス）
- チェインクロニクル 〜絆の新大陸〜（ルーラ、他20人以上）
- DIABOLIK LOVERS VANDEAD CARNIVAL（逆巻アヤト）
- テイルズ オブ アスタリア（リオン・マグナス）
- テイルズ オブ ザ ワールド レーヴ ユナイティア（リオン・マグナス）
- 討鬼伝 極（相馬）
- ペルソナQ シャドウ オブ ザ ラビリンス（真田明彦）
- 魔女王（レオンハルト＝ローゼンハイン）
- Rewrite（旅芸人）

2015年
- アスディバインディオス（イザヨイ）
- アスディバインメナス（イザヨイ）
- 艶が〜る プレミアム（古高俊太郎）
- あんさんぶるスターズ!（2015年 - 2020年、天祥院英智）
- 英雄伝説 空の軌跡FC Evolution
- 英雄伝説 空の軌跡SC Evolution（レーヴェ）
- GUILTY GEAR Xrd -REVELATOR-（ベッドマン）
- グランブルーファンタジー（2015年 - 2024年、アルベール、フレイ、ネセサリア）
- 幻影異聞録♯FE（マルス）
- ザクセスヘブン（緋村恭二郎）
- DIABOLIK LOVERS DARK FATE（逆巻アヤト）
- DIABOLIK LOVERS MORE,BLOOD LIMITED V EDITION（逆巻アヤト）
- ディシディア ファイナルファンタジー（フリオニール）
- デッド オア アライブ5 ラストラウンド（ハヤテ、アイン）
- ドラゴンクエストヒーローズ 闇竜と世界樹の城（クリフト）
- ドラゴンボールZ 超究極武闘伝（天津飯、人造人間16号、パイクーハン）
- ファンタシースターオンライン2es（ザッカード）
- ファイアーエムブレムif（amiibo・英雄王マルス）
- Fate/Grand Order（2015年 - 2023年、ディルムッド・オディナ、赤兎馬）
- ブレイブリーセカンド（ノブツナ・カミイズミ）
- 猛獣使いと王子様 〜Flower & Snow〜（マティアス）
- 夢王国と眠れる100人の王子様（シュテル）
- ロストヒーローズ BONUS EDITION（ウイングガンダムゼロ）

2016年
- 一血卍傑-ONLINE-（ウシワカマル）
- 逆転オセロニア（ジークフリート）
- 坂本ですが？秘技…フリータイムキラー（坂本）
- サモンナイト6 失われた境界たち（ネスティ）
- Shadowverse（裁きの悪魔、パーシヴァル、レヴィオンセイバー・アルベール）
- スーパーロボット大戦X-Ω（2016年 - 2020年、マサキ・アンドー、ヒイロ・ユイ、劉鳳、黎星刻、マスターテリオン）
- 7'scarlet（ハナテ）
- DIABOLIK LOVERS LUNATIC PARADE（逆巻アヤト）
- 誰ガ為のアルケミスト（ザハル）
- チェインクロニクル（ジューダ）
- 討鬼伝2（相馬）
- 刀剣乱舞 ONLINE（2016年 - 2024年、数珠丸恒次）
- ドラゴンクエストヒーローズII 双子の王と予言の終わり（クリフト）
- ドラゴンハンターCOOP（クラウス）
- ドラゴンボールフュージョンズ（天津飯、人造人間16号、パイクーハン）
- ニル・アドミラリの天秤 帝都幻惑綺譚（隠由鷹）
- 百花百狼 〜戦国忍法帖〜（石川五右衛門）
- 文豪とアルケミスト（尾崎紅葉）
- もし、この世界に神様がいるとするならば。（来実マサト）

2017年
- キズナストライカー!（真翔はじめ）
- ニューダンガンロンパV3 みんなのコロシアイ新学期（天海蘭太郎）
- ディシディア ファイナルファンタジー オペラオムニア（フリオニール）
- DIABOLIK LOVERS LOST EDEN（逆巻アヤト）
- スーパーロボット大戦V（雷張ジョー）
- テイルズ オブ ザ レイズ（2017年 - 2020年、リオン・マグナス、ジューダス、ゼルガディス＝グレイワーズ）
- ガンダムバーサス（ヒイロ・ユイ）
- ファイアーエムブレム ヒーローズ（2017年 - 2025年、マルス）
- ニル・アドミラリの天秤 クロユリ炎陽譚（隠由鷹）
- カクテル王子（ダーティーマザー）
- ファイアーエムブレム無双（マルス）
- いただきストリート ドラゴンクエスト&ファイナルファンタジー 30th ANNIVERSARY（クリフト）
- ドラゴンクエスト ライバルズ（クリフト）
- オトメ勇者（ファル）

2018年
- ディシディア ファイナルファンタジー NT（フリオニール）
- スーパーロボット大戦X（ヒイロ・ユイ、雷張ジョー、マサキ・アンドー）
- ペルソナ3 ダンシング・ムーンナイト（真田明彦）
- BLAZBLUE CROSS TAG BATTLE（真田明彦）
- 京刀のナユタ（頼上航）
- DREAM!ing（猿渡喜一）
- モンスターストライク（2018年 - 2025年、モーセ、ヒイロ・ユイ、黎星刻）
- 無双OROCHI 3（2018年 - 2019年、明智光秀） - 2作品
- 片恋いコントラスト -way of parting-（椎葉亜樹那）
- 機動戦士ガンダム エクストリームバーサス2（2018年 - 2025年、ヒイロ・ユイ） - 4作品
- ペルソナQ2 ニュー シネマ ラビリンス（真田明彦）
- 大乱闘スマッシュブラザーズ SPECIAL（マルス）
- ぷよぷよ!!クエスト（真田明彦）
- ゲシュタルト・オーディン（グリッドマン）
- SOUL REVERSE ZERO（ブラド、安倍晴明）

2019年
- DIABOLIK LOVERS CHAOS LINEAGE（アヤト）
- デッド オア アライブ6（ハヤテ）
- ドラガリアロスト（アルベール）
- スーパーロボット大戦T（雷張ジョー、マサキ・アンドー）
- ドラガリアロスト（マルス）
- ライザのアトリエ 〜常闇の女王と秘密の隠れ家〜（カール・シュタウト）
- 幻奏喫茶アンシャンテ（御門の助手）
- ブレイドエクスロード（クオ＝ヴァディス）
- エピックセブン（ヴィルドレッド）
- 星鳴エコーズ（望島瑞雲）
- 魔界戦記ディスガイアRPG（アデル）
- 金色のガッシュベル!! Golden Memories（デュフォー）
- スーパーロボット大戦DD（2019年 - 2024年、ヒイロ・ユイ、黎星刻、グリッドマン、マサキ・アンドー）
- ラングリッサー モバイル（ヴィンセント、シグマ、レオンハルト）
- 三国烈覇（趙雲）

2020年
- あんさんぶるスターズ!! Basic / Music（2020年 - 2024年、天祥院英智） - 2作品
- ディズニー ツイステッドワンダーランド（リリア・ヴァンルージュ）
- 八月のシンデレラナイン（ベアマックス）
- セブンズストーリー（ヤクモ、棗恭介）
- アークナイツ（2020年 - 2022年、Thermal-EX、ノーシス）
- スターオーシャン:アナムネシス（ケビン・バークタイン）
- テイルズ オブ クレストリア（リオン・マグナス）
- ファンタジア・リビルド（ゼルガディス＝グレイワーズ）
- ポケモンマスターズEX（2020年 - 2025年、N）

2021年
- 戦国無双5（明智光秀）
- 共闘ことばRPG コトダマン（2021年 - 2022年、デュフォー、風間蒼也）
- スーパーロボット大戦30（2021年 - 2022年、ジアート、グリッドマン、マサキ・アンドー）
- Fit Boxing 2 -リズム&エクササイズ-（ガイ）
- 恋愛戦国ロマネスク 〜影武者姫は運命をあやなす〜（上杉謙信）

2022年
- コードギアス Genesic Re;CODE（2022年 - 2023年、黎星刻）
- 僕のヒーローアカデミア ULTRA IMPACT（ベストジーニスト）
- 機動戦士ガンダム アーセナルベース（ヒイロ・ユイ）
- SDガンダム バトルアライアンス（ヒイロ・ユイ）
- コードギアス 反逆のルルーシュ ロストストーリーズ（2022年 - 2024年、黎星刻）

2023年
- ファイアーエムブレム エンゲージ（マルス）
- パズル&ドラゴンズ（ヒイロ・ユイ）
- ライザのアトリエ3 〜終わりの錬金術士と秘密の鍵〜（カール・シュタウト）
- BATSUGUN EXAレーベル（オリシス・R・グレイドバラン）
- ドラゴンクエストモンスターズ3 魔族の王子とエルフの旅（クリフト）

2024年
- ペルソナ3 リロード（真田明彦）
- 金色のガッシュベル!! 永遠の絆の仲間たち（デュフォー）

2025年
- スーパーロボット大戦Y（ヒイロ・ユイ、ジアート、マサキ・アンドー）
- 新月同行（騏驥）

### オーディオドラマ
- 魔神英雄伝ワタル3 虎王物語（1992年、鬼夜叉、青輝龍）
- 超人ロック コズミックゲーム / 炎の虎（1996年、ロック） - 2作品
- ファイナルファンタジータクティクスアドバンス（2003年、レドナ・トェム）
- 青山二丁目劇場「源氏物語」（2010年、光源氏）
- 新機動戦記ガンダムW Frozen Teardrop 次なる戦い（2014年、ヒイロ・ユイ）
- SSSS.GRIDMAN ボイスドラマ（2018年、グリッドマン）
- 燈の守り人〜幻想夜話〜（2020年、経ヶ岬灯台[400][401]）

### デジタルコミック
- スイッチガール!!（2007年、神山新）
- 孤高の人（2009年、森文太郎）
- うそつきリリィ（2011年、高梨直太）
- 空っぽ聖女として捨てられたはずが、嫁ぎ先の皇帝陛下に溺愛されています（2024年、ルフィノ[402]）

### 吹き替え

#### 担当俳優
マーク・チャオ
- 王朝の陰謀 闇の四天王と黄金のドラゴン（判事ディー・レンチエ）
- ドラゴン・クロニクル 妖魔塔の伝説（フー・バーイー）
- ハーバー・クライシス 都市壊滅（ウー・インション）
- ライズ・オブ・シードラゴン 謎の鉄の爪（ディー・レンチェ）

#### 映画
- キル・ビル Vol.1（プリティ・リキ）
- ザ・キング（パク・テス〈チョ・インソン〉）
- 霜花店 運命、その愛（ホンニム〈チョ・インソン〉）
- ジェネックス・コップ/特警新人類（ジャック〈ニコラス・ツェー〉）
- スクリーム3（トム・プリンズ）
- TIME/タイム（フィリップ・ワイス）
- チャンピオン（ジョンバル）
- ドリフト（タイラー〈ニコラス・ツェー〉）
- ファング・オブ・モンスタ（コーリー・マホーニー）
- フライ・ダディ（チェ・スビン）
- マトリックスシリーズ（キッド）※劇場公開版
  - マトリックス・リローデッド（ケイン）
  - マトリックス・レボリューションズ
- 決戦・紫禁城（西門吹雪/サイモン・チョンシン〈イーキン・チェン〉）
- 冷戦（ロン）

#### ドラマ
- ALMOST HUMAN/オールモスト・ヒューマン 第11話
- カウボーイビバップ（リン[403]）
- THE MENTALIST メンタリストの捜査ファイル（ウェストホフ）
- ミディアム5 霊能者アリソン・デュボア（ブライアン・スワード）
- ライフ with デレク（トレバー）
- レスキュー・ミー 〜NYの英雄たち〜（フランコ・リヴェラ〈ダニエル・サンジャタ〉）
- 妖怪！百鬼夜高等学校（ねずみ男）
- 陳情令（江澄〈汪卓成〉[404]）

#### アニメ
- アニマトリックス キッズストーリー（キッド）
- バットマン（少年）
- バービー関連
  - バービーのくるみ割り人形（くるみ割り人形、エリック）
  - バービーの王女と村娘（ドミニク〈台詞のみ〉）
  - バービーのラプンツェル 魔法の絵ふでの物語（ステファン）
  - バービーの白鳥の湖（ダニエル王子）
- 魔道祖師（江澄[405]）
- RWBY（マーキュリー・ブラック）

#### 人形劇
- きかんしゃトーマス（バーティー、オリバー、ハーヴィー 他）※フジテレビ版
  - きかんしゃトーマス 魔法の線路

### 特撮
1993年
- 電光超人グリッドマン（グリッドマンの声）

1997年
- テレビマガジン特製 ウルトラマンティガ スーパービデオ（ウルトラマンティガの声）

1999年
- 救急戦隊ゴーゴーファイブ（龍皇子サラマンデス / 龍冥王サラマンデスの声）

2000年
- 救急戦隊ゴーゴーファイブVSギンガマン（龍冥王サラマンデスの声）
- 未来戦隊タイムレンジャー（アベルの声）

2003年
- 爆竜戦隊アバレンジャー（爆竜トップゲイラーの声）
- 爆竜戦隊アバレンジャー スーパービデオ オール爆竜爆笑バトル（爆竜トップゲイラーの声）
- 爆竜戦隊アバレンジャー DELUXE アバレサマーはキンキン中!（爆竜トップゲイラーの声）

2004年
- 爆竜戦隊アバレンジャーVSハリケンジャー（爆竜トップゲイラーの声）

2005年
- ウルトラマンマックス（DVD特典映像ナレーション）
- 特捜戦隊デカレンジャーVSアバレンジャー（爆竜トップゲイラーの声）
- 魔法戦隊マジレンジャー（冥獣人インキュバス・ベルビレジの声）

2008年
- 劇場版 仮面ライダー電王&キバ クライマックス刑事（ネガタロスの声）

2010年
- ウルトラマンゼロ THE MOVIE 超決戦!ベリアル銀河帝国（ミラーナイトの声）

2011年
- ウルトラマンゼロ外伝 キラー ザ ビートスター（ミラーナイトの声）

2012年
- ウルトラマン列伝（ミラーナイトの声）
- ウルトラゼロファイト（ミラーナイトの声）
- 非公認戦隊アキバレンジャー（歌舞伎町メスグロヒョウモンチョウの声）

2018年
- 劇場版 ウルトラマンジード つなぐぜ! 願い!!（ミラーナイトの声）

2019年
- 快盗戦隊ルパンレンジャーVS警察戦隊パトレンジャー（カーゼミーの声）
- 騎士竜戦隊リュウソウジャー / 特別編（2019年 - 2021年、ワイズルーの声） - 2作品

2024年
- 爆竜戦隊アバレンジャー 20th 許されざるアバレ（爆竜トップゲイラーの声）

2025年
- ナンバーワン戦隊ゴジュウジャー（ときめきノーワンの声）

### ラジオ
※はインターネット配信。
- アニマガパラディ（1994年、文化放送）
- 流星 Love Story's Happy Hearty Triangle（AM神戸）
- 緑川光のそこはダメ
- セイント・ビースト ケダモノたちのHEAVEN'S PARTY（2003年 - 2010年、アニメイトTV※、不定期パーソナリティ）
- 転生學園放送部（2004年、アニメイトTV※）
- 好きしょ!!ラジオ（2004年 - 2005年、ランティスウェブラジオ※）
- 声優Wave for Girls：緑川光の刺激をください…（2004年 - 2006年、AII※）
- BL-PARADISE（2005年 - 2006年、ビットクリエイト）
- 緑川光SOLDIER BREAK（TBSラジオ）
- 彩雲国物語 〜双剣の舞〜（2006年 - 2009年、アニメイトTV※）
- 『学園天使☆ラプソディー』緑川光のエンジェルナイト（2006年、アニメイトTV※）
- ティアラジオ（2007年 - 休止、ランティスウェブラジオ※）
- 新機動戦記ガンダムW 緑川光の任務、了解（2007年 - 2008年、BEAT☆Net Radio!※）
- ナツメブラザーズ!（2008年 - 2011年、音泉※）
- ときめきメモリアル Girl's Station（2008年 - 2009年、KONAMI STATION※、音泉※）
- 緑川光・岡本寛志のRADIOトゥルーフォーチュン（2008年、文化放送）
- DIGITAL DEVIL RADIO『アトラス・マニアクス』（2010年、アニメイトTV※）
- 熱血!必中!ボイス・スパログ!（2011年 - 2012年、2013年、2014年、公式ブログ内※）
- 東映アニメーションモバイルSTATION（2012年、アニメイトTV※）
- Webラジオ『聖闘士星矢Ω』（2012年 - 2013年、アニメイトTV※）
- リトルバスターズ!R（2012年 - 2014年、音泉※、HiBiKi Radio Station※）
- ありらじ 〜王子育成ラジオ〜（2014年 - 2015年[411]、アニメイトTV※）
- 緑川光・今井麻美・内田彩のチェンクロラジオ（2014年 - 2016年[412]、文化放送、ラジオ大阪、超!A&G+※）
- せがあぷラジオ（2016年 - 2017年、文化放送）
- チェインクロニクル公式WEBラジオ「ちぇんらじ」（2017年 - 、音泉※・YouTube※）[413]
- HE★VENS RADIO〜Go to heaven〜（2018年 - 、アニメイトタイムズ※）[414]

### 朗読・ラジオCD
- 愛のポエム付き言葉攻めCD Tiara
- 乙女に捧げる告白CD
- 腐女子に捧げる告白CD
- 官能昔話5 〜ギリシャ神話〜
- 週刊添い寝CD vol.12 聡
- オ・ト・ナ限定 お咎めCD Penalty I（神崎一誠）
- DJCD Starry☆Sky 〜星月学園新聞部〜 第1巻
- 戦国武将物語〜大名編その弐〜（第七話「雑賀孫一物語」）
- 戦国武将物語外伝〜14の大名物語〜（雑賀孫一物語外伝「伝説の鉄砲使い」）
- でぃあーず せかいのものがたり〜青の本〜（第十話『石の中の剣』）
- でぃあーず せかいのものがたり〜夢の本〜（第十九話『湖畔の剣』）
- 旦那カタログ Vol.4 今月の特集：ナルシスト旦那様orクール旦那様（クール旦那・御影潤）
- 咎狗の血 True Blood DJCD「狗ラジ TB-SHOW」
- DJCD「伯爵と妖精」〜ニコの妖精お茶会〜
- 幕末志士物語〜新選組編〜（「山崎烝物語」）
- 幕末志士物語外伝〜14の新選組&薩摩・長州編〜（「山崎烝物語外伝」）
- honeybee 羊でおやすみシリーズ Vol.7「おやすみなさいませ お嬢様」
- ふしぎ工房症候群 オリジナル朗読CD EPISODE.9「卒業」
- ミツバチ声薬『ハートエイド』
- DJCD ラジオ☆ロデ Vol.1（ゲスト）
- リアルロデ with 羊でおやすみシリーズ 〜Sleep in The Rode（羊もあるよ☆）〜 vol.3 ディセ&キース編

### CM
- 蒼き伝説シュート
- 新機動戦記ガンダムW LD・ビデオCM
- 新機動戦記ガンダムW デュアルストーリー G-UNIT プラモデルCM
- 新機動戦記ガンダムW Endless Waltz プラモデルCM
- スーパーロボット大戦シリーズ
  - スーパーロボット大戦F完結編
  - スーパーロボット大戦外伝 魔装機神 THE LORD OF ELEMENTAL
  - スーパーロボット大戦Z
  - スーパーロボット大戦OGサーガ 魔装機神 THE LORD OF ELEMENTAL
  - スーパーロボット大戦OGサーガ 魔装機神II REVELATION OF EVIL GOD
- 聖闘士星矢Ω アルティメットコスモ
- セガゲームス チェインクロニクル〜絆の新大陸〜（顔出し出演）
- .hack
- 夢王国と眠れる100人の王子様[314]

### テレビ番組
※はインターネット配信。
- あの歌がきこえる
- きょうの健康Q&A（たすける君）
- 発掘!あるある大事典（ナレーション）
- テレビ埼玉 モテ福（モテ福稲荷）
- あしたをつかめ 平成若者仕事図鑑（ - 2011年4月7日、NHK教育）ナレーション
- NHK高校講座「社会と情報」（NHK教育）2019年度MC
- 月刊光おにいさんと一緒♪（2020年 - 、ニコニコ生放送※[415]）

### 実写映画
- D5/5人の探偵（2018年5月5日公開、叶井三喜夫(Mick)）

### 朗読劇
- 朗読劇「原画と朗読で綴るサイボーグ009の世界〜海底ピラミッドの謎を追え!〜」（2009年10月11日、渋谷C.C.LEMONホール） - 008 役
- キキコトバ 第1回公演「タルト・タタンの夢〜オッソ・イラティをめぐる不和〜」（2010年2月17日、シアターGロッソ） - 志村洋二 役
- キキコトバ 第2回公演「タルト・タタンの夢〜ロニョン・ド・ヴォーの決意〜」（2010年4月14日、シアターGロッソ） - 志村洋二 役
- キキコトバ 第3回公演「タルト・タタンの夢〜割り切れないチョコレート〜」（2010年5月19日、シアターGロッソ） - 志村洋二 役
- 朗読音楽劇「ACCA13区監察課」（2017年8月6日、なかのZERO 大ホール） - パスティス 役[416]
- 朗読劇「『司馬遼太郎短篇傑作選』〜reading live theatre〜「沖田総司の恋」」（2018年11月24日、全電通労働会館）[417]
- 朗読劇「ブライト・プリズン -学園の美しき生け贄-」（2020年9月13日、オンライン配信） - 常盤 役[418]
- 声のプロフェッショナルが奏でる日本文学「吾輩は猫である-はじまりの漱石-」（2020年11月1日、紀伊國屋サザンシアター TAKASHIMAYA） - 夏目金之助、主人 役[419]
- 朗読音楽劇「ACCA13区監察課 Regards,」（2020年11月8日、舞浜アンフィシアター） - パスティス 役[420]
- 朗読劇「ブライト・プリズン -学園の禁じられた蜜事-」（2021年5月29日、Mixalive TOKYO Hall Mixa） - 常盤 役[421]
- 朗読劇 READING WORLDユネスコ世界記憶遺産 舞鶴への生還「約束の果て」（2024年8月10日・11日、舞鶴市総合文化会館）[422]
- 朗読劇 READING WORLD ユネスコ世界記憶遺産 舞鶴への生還「約束の鎮魂歌」（2025年8月2日 - 4日〈予定〉、舞鶴市総合文化会館）[423]

### パチンコ・パチスロ
- パチンコ・パチスロ 湘南爆走族（江口洋助）
- パチスロ クローズ（美藤竜也、村田十三、藤川輝）
- Beatmania (パチスロ)（神崎士朗）
- パチンコCR忍術決戦月影（焰）
- パチンコCR御伽屋HANZO（2012年）（半蔵）

### イベント出演
- Voice Festival to 2000 火の鳥〜鳳凰編〜（茜丸）
- LIVE PASTEL COLLECTION 2005
- LIVE PASTEL COLLECTION 2006
- 朗読イベント オルゴール・レクイエム（辰巳司野）
- テイルズ オブ フェスティバル 2009
- テイルズ オブ フェスティバル 2010
- テイルズ オブ フェスティバル 2011
- テイルズ オブ フェスティバル 2012
- テイルズ オブ フェスティバル 2013

### 玩具
- COMPLETE SELECTION MODIFICATION DEN-O BELT & K-TAROS（2017年9月、ネガタロス）

### その他コンテンツ
- 花宵ロマネスク 君に逢ひし刻 2006〜鈴蘭と牡丹
- Sound Horizon5thStoryCD 『Roman』（Hiver・Laurent）
- ラブ☆レシピ〜恋のエッセンス〜（一条零）
- キル・ビル Vol.1 アニメパート（2003年）プリティ・リキ
- 原画と朗読で綴るサイボーグ009の世界 〜海底ピラミッドの謎を追え!〜（2009年、008 / ピュンマ）
- ハーレクインキャストノベル 秘密の妻（2014年）
- まろに☆えーる（2014年、下野命）
- NEXUSプレゼンツ「スーパー桃太郎」（流れてくる桃、猿、緑鬼）[424]
- 3ねんDぐみガラスの仮面〜とびだせ私たちのVR（ヴィクトリーロード）〜（2017年、聖唐人[425]）
- Fate/Grand Order×リアル脱出ゲーム「謎特異点Ⅱ ピラミッドからの脱出」（2019年、ディルムッド・オディナ[426]）
- 燈の守り人 灯台音声ガイド 京都府京丹後市 経ヶ岬灯台（2020年、音声ガイド[400]）
- TRUE WIRELESS STEREO EARPHONES 緑川光 モデル（2020年、オリジナル音声[427]）
- Clock over ORQUESTA（2021年 - 、朱鷺燈零士〈青年〉[428]）
- オンラインくじ「緑川光のくじメイト」シリーズ（2022年[429] - 2023年[430]）
- 東京ディズニーランド Reach for the Stars（2024年、ヘラクレス）
- ダーツハイブ 声社員プロジェクト“褒め”ボイスダーツセット〜Happy Ears Collection〜（2025年、花京院ルイ[431]）

## ディスコグラフィ

### アルバム

#### オリジナルアルバム
|                                                         | 発売日                                                  | タイトル                                                | 規格                                                    | 規格品番                                                |                                                         |
| 徳間ジャパンコミュニケーションズ / アニメージュレコード | 徳間ジャパンコミュニケーションズ / アニメージュレコード | 徳間ジャパンコミュニケーションズ / アニメージュレコード | 徳間ジャパンコミュニケーションズ / アニメージュレコード | 徳間ジャパンコミュニケーションズ / アニメージュレコード | 徳間ジャパンコミュニケーションズ / アニメージュレコード |
| ------------------------------------------------------- | ------------------------------------------------------- | ------------------------------------------------------- | ------------------------------------------------------- | ------------------------------------------------------- | ------------------------------------------------------- |
| 1st                                                     | 1994年3月16日                                           | 飾らない心のまま                                        | CD                                                      | TKCA-70306                                              |                                                         |
| データム・ポリスター                                    |                                                         |                                                         |                                                         |                                                         |                                                         |
| 2nd                                                     | 1995年5月25日                                           | それは決して楽な道程ではないだろう                      | CD                                                      | DPCX-5049                                               |                                                         |
| NECアベニュー                                           |                                                         |                                                         |                                                         |                                                         |                                                         |
| 3rd                                                     | 1996年11月21日                                          | Cool                                                    | CD                                                      | NACL-1255                                               |                                                         |

#### カヴァーアルバム
|            | 発売日        | タイトル                                 | 規格       | 規格品番   |            |
| メルダック | メルダック    | メルダック                               | メルダック | メルダック | メルダック |
| ---------- | ------------- | ---------------------------------------- | ---------- | ---------- | ---------- |
| 1st        | 2000年5月24日 | ミレニアム・シリーズ タイムカプセルVol.1 | CD         | MECH-28105 |            |

#### イメージアルバム
|                            | 発売日                     | タイトル                        | 規格                       | 規格品番                   |                            |
| マリン・エンタテインメント | マリン・エンタテインメント | マリン・エンタテインメント      | マリン・エンタテインメント | マリン・エンタテインメント | マリン・エンタテインメント |
| -------------------------- | -------------------------- | ------------------------------- | -------------------------- | -------------------------- | -------------------------- |
| 1st                        | 1999年8月21日              | ENDLESS DREAM                   | CD                         | MMCM-4006                  |                            |
| 2nd                        | 2010年11月24日             | Voice Colors Series 08.〜自信〜 | CD                         | MMCL-0023                  |                            |

### キャラクターソング
| 発売日   | 商品名                                                                                         | 歌 | 楽曲                                                      | 備考                                                                  |
| 2003年   | 2003年                                                                                         | 2003年 | 2003年                                                    | 2003年                                                                |
| -------- | ---------------------------------------------------------------------------------------------- | --- | --------------------------------------------------------- | --------------------------------------------------------------------- |
| 7月2日   | ときめきメモリアル Girl's Side Clovers' Graffiti 1 葉月珪                                      | 葉月珪（緑川光） | 「Ever Green」                                            | ゲーム『ときめきメモリアル Girl's Side』関連曲                        |
| 2004年   |                                                                                                | |                                                           |                                                                       |
| 3月14日  | ときめきメモリアル Girl's Side イメージソングコレクション 〜Be Mine〜                          | 葉月珪（緑川光） | 「Believe」 「For You... -White day style-」              | ゲーム『ときめきメモリアル Girl's Side』関連曲                        |
| 3月14日  | ときめきメモリアル Girl's Side イメージソングコレクション 〜Be Mine〜                          | 葉月珪（緑川光）、鈴鹿和馬（檜山修之）、姫条まどか（置鮎龍太郎） | 「星の降る夜は」                                          | ゲーム『ときめきメモリアル Girl's Side』関連曲                        |
| 5月21日  | Vie Durant シリーズ Drama Album「BASILISK」                                                    | 詩理吾（緑川光）、榛守（子安武人） | 「China Doll」                                            | ドラマCD『Vie Durant』関連曲                                          |
| 2007年   |                                                                                                | |                                                           |                                                                       |
| 6月20日  | 俺の下でAGAKE オリジナルサウンドトラック                                                       | 黒崎壱哉（緑川光） | 「俺の下であがけ」 「終わらない絆」                       | ゲーム『俺の下でAGAKE』関連曲                                         |
| 2008年   |                                                                                                | |                                                           |                                                                       |
| 10月23日 | ガーネット クロニクル 〜紅輝の魔石〜 DXパック 付属オリジナルサウンドトラック                   | スピネル（釘宮理恵）、キリアン（緑川光） | 「Bond 〜心繋ぐメロディ〜」                               | ゲーム『ガーネット クロニクル 〜紅輝の魔石〜』オープニングテーマ      |
| 11月28日 | my fairy                                                                                       | エドガー・J・C・アシェンバート（緑川光） | 「my fairy」                                              | テレビアニメ『伯爵と妖精』エンディングテーマ                          |
| 2011年   |                                                                                                | |                                                           |                                                                       |
| 6月24日  | 籠の中のアリシス〜JewelMusic〜                                                                 | マクシミリアン（緑川光） | 「小夜曲」                                                | ゲーム『籠の中のアリシス』エンディングテーマ                          |
| 2013年   |                                                                                                | |                                                           |                                                                       |
| 11月27日 | うたの☆プリンスさまっ♪ マジLOVE2000% BD・DVD第7巻特典CD                                        | HE★VENS | 「HE★VENS GATE」                                          | テレビアニメ『うたの☆プリンスさまっ♪ マジLOVE2000%』挿入歌            |
| 2014年   |                                                                                                | |                                                           |                                                                       |
| 9月17日  | EXIT TUNES PRESENTS ACTORS2                                                                    | 一乗谷羚（緑川光）、飯盛駆（浅沼晋太郎） | 「リモコン」                                              | キャラクターCD『ACTORS』関連曲                                        |
| 9月17日  | EXIT TUNES PRESENTS ACTORS2                                                                    | 一乗谷羚（緑川光） | 「僕は初音ミクとキスをした」                              | キャラクターCD『ACTORS』関連曲                                        |
| 9月17日  | EXIT TUNES PRESENTS ACTORS2                                                                    | 小田原牧（速水奨）、飯盛駆（浅沼晋太郎）、高天神一兎（逢坂良太）、一乗谷羚（緑川光）                                                                                   | 「ときのねいろ〜天翔学園校歌〜」                          | キャラクターCD『ACTORS』関連曲                                        |
| 11月26日 | 僕じゃダメですか？〜「告白実行委員会」キャラクターソング集〜                                   | HoneyWorks feat.明智咲（緑川光） | 「イノコリ先生」                                          | 『告白実行委員会〜恋愛シリーズ〜』関連曲                              |
| 2015年   |                                                                                                | |                                                           |                                                                       |
| 1月7日   | ACTORS-Extra Edition 4-feat.羚、駆、士狼                                                       | 一乗谷羚（緑川光） | 「shiningray」                                            | キャラクターCD『ACTORS』関連曲                                        |
| 2月25日  | Three Hearts                                                                                   | リヒト（緑川光）、ハンフ（今井麻美）、ファルベ（内田彩） | 「Three Hearts」                                          | ゲーム『チェインクロニクル』関連曲                                    |
| 2月25日  | Three Hearts                                                                                   | リヒト（緑川光） | 「Back in Black」                                         | ゲーム『チェインクロニクル』関連曲                                    |
| 3月4日   | ACTORS-Deluxe Duet Edition-                                                                    | 鑑香水月（野島健児）、一乗谷羚（緑川光） | 「カンタレラ」                                            | キャラクターCD『ACTORS』関連曲                                        |
| 9月30日  | 戦国無双 ヴォーカル・ベスト2                                                                   | 明智光秀（緑川光）、ガラシャ（鹿野潤） | 「天真爛漫☆天下無双」                                     | ゲーム「戦国無双シリーズ」関連曲                                      |
| 11月25日 | あんさんぶるスターズ！ ユニットソングCD Vol.3 fine                                             | fine | 「終わらないシンフォニア」 「RAINBOW CIRCUS」             | ゲーム『あんさんぶるスターズ！』関連曲                                |
| 12月2日  | EXIT TUNES PRESENTS ACTORS4                                                                    | 清州鷹翌（鳥海浩輔）、一乗谷羚（緑川光） | 「Blackjack」                                             | キャラクターCD『ACTORS』関連曲                                        |
| 2016年   |                                                                                                | |                                                           |                                                                       |
| 12月7日  | うたの☆プリンスさまっ♪ マジLOVEレジェンドスター デュエットアイドルソング 一十木音也&鳳瑛一     | 鳳瑛一（緑川光） | 「STATE OF PERFECTION」                                   | テレビアニメ『うたの☆プリンスさまっ♪ マジLOVEレジェンドスター』関連曲 |
| 12月7日  | うたの☆プリンスさまっ♪ マジLOVEレジェンドスター デュエットアイドルソング 一十木音也&鳳瑛一     | 一十木音也（寺島拓篤）、鳳瑛一（緑川光） | 「NEXT DOOR」                                             | テレビアニメ『うたの☆プリンスさまっ♪ マジLOVEレジェンドスター』挿入歌 |
| 12月28日 | 不滅のインフェルノ                                                                             | HE★VENS | 「不滅のインフェルノ」                                    | テレビアニメ『うたの☆プリンスさまっ♪ マジLOVEレジェンドスター』挿入歌 |
| 12月28日 | 不滅のインフェルノ                                                                             | HE★VENS | 「HE★VENLY PARADE」                                       | テレビアニメ『うたの☆プリンスさまっ♪ マジLOVEレジェンドスター』関連曲 |
| 2017年   |                                                                                                | |                                                           |                                                                       |
| 1月11日  | うたの☆プリンスさまっ♪ マジLOVEレジェンドスター BD・DVD第1巻特典CD                             | ST☆RISH、QUARTET NIGHT、HE★VENS | 「夢を歌へと…！」                                         | テレビアニメ『うたの☆プリンスさまっ♪ マジLOVEレジェンドスター』挿入歌 |
| 1月25日  | あんさんぶるスターズ！ ユニットソングCD 2nd Vol.09 fine                                        | fine | 「羽ばたきのフォルティシモ」 「Neo Sanctuary」            | ゲーム『あんさんぶるスターズ！』関連曲                                |
| 8月9日   | あんさんぶるスターズ！ ユニットソングCD 3rd Vol.03 fine                                        | fine | 「Miracle Dream Traveler」 「Tryst of Stars」             | ゲーム『あんさんぶるスターズ！』関連曲                                |
| 11月1日  | うたの☆プリンスさまっ♪ HEAVEN SKY エピソードCD                                                 | HE★VENS | 「HEAVEN SKY」                                            | 『うたの☆プリンスさまっ♪』関連曲                                      |
| 2018年   |                                                                                                | |                                                           |                                                                       |
| 3月7日   | 続『刀剣乱舞-花丸-』歌詠集 其の九                                                              | 大和守安定（市来光弘）、加州清光（増田俊樹）、蛍丸（井口祐一）、明石国行（浅利遼太）、長曽祢虎徹（新垣樽助）、髭切（花江夏樹）、膝丸（岡本信彦）、数珠丸恒次（緑川光） | 「花丸印の日のもとで ver.9」                              | テレビアニメ『続 刀剣乱舞-花丸-』オープニングテーマ                   |
| 4月18日  | 我ら気高きエーデルシュタイン!!                                                                 | 地球征服部ES | 「我ら気高きエーデルシュタイン!!」                        | テレビアニメ『美男高校地球防衛部HAPPY KISS!』エンディングテーマ       |
| 4月18日  | 我ら気高きエーデルシュタイン!!                                                                 | 地球征服部ES | 「オーレイ！ノブレス・オブリージュ」                      | テレビアニメ『美男高校地球防衛部HAPPY KISS!』関連曲                   |
| 5月16日  | 美男高校地球防衛部HAPPY KISS!キャラクターソングCD2 エーデルシュタインSONGS〜Die Verwandlung!〜 | 指宿阿多（緑川光） | 「白薔薇が咲く」                                          | テレビアニメ『美男高校地球防衛部HAPPY KISS!』関連曲                   |
| 6月20日  | 美男高校地球防衛部HAPPY KISS!キャラクターソングCD3 デュエットSONGS〜Happy&Turn!〜              | 修善寺鏡太郎（下鶴直幸）、指宿阿多（緑川光） | 「時計の針はすれ違い…」                                   | テレビアニメ『美男高校地球防衛部HAPPY KISS!』関連曲                   |
| 6月20日  | 美男高校地球防衛部HAPPY KISS! BD・DVD第1巻 きゃにめ限定特典CD                                  | 指宿阿多（緑川光） | 「我ら気高きエーデルシュタイン!!」                        | テレビアニメ『美男高校地球防衛部HAPPY KISS!』関連曲                   |
| 12月26日 | SSSS.GRIDMAN CHARACTER SONG.3                                                                  | グリッドマン（緑川光） | 「CODE "GRIDMAN"」                                        | テレビアニメ『SSSS.GRIDMAN』関連曲                                    |
| 12月26日 | 劇場版 うたの☆プリンスさまっ♪ マジLOVEキングダム スペシャルユニットドラマCD 那月・蘭丸・瑛一   | 四ノ宮那月（谷山紀章）、黒崎蘭丸（鈴木達央）、鳳瑛一（緑川光） | 「エゴイスティック」                                      | 劇場アニメ『劇場版 うたの☆プリンスさまっ♪ マジLOVEキングダム』挿入歌  |
| 2019年   |                                                                                                | |                                                           |                                                                       |
| 1月30日  | あんさんぶるスターズ！アルバムシリーズ fine                                                    | fine | 「Holy Angel's Carol」                                    | ゲーム『あんさんぶるスターズ！』関連曲                                |
| 1月30日  | あんさんぶるスターズ！アルバムシリーズ fine                                                    | 旧fine | 「Genuine Revelation」                                    | ゲーム『あんさんぶるスターズ！』関連曲                                |
| 1月30日  | あんさんぶるスターズ！アルバムシリーズ fine                                                    | 天祥院英智（緑川光） | 「SHINING STAR」                                          | ゲーム『あんさんぶるスターズ！』関連曲                                |
| 3月13日  | アンセム フォー ジ エンジェル                                                                  | 鳳瑛一（緑川光） | 「LIFE〜with thanks〜」                                   | 『うたの☆プリンスさまっ♪』関連曲                                      |
| 3月27日  | BAD HOWLING-惡意共鳴-                                                                          | 逆巻アヤト（緑川光）、無神コウ（木村良平）、逆巻シュウ（鳥海浩輔） | 「BAD HOWLING-惡意共鳴-」                                 | ゲーム『DIABOLIK LOVERS CHAOS LINEAGE』オープニングテーマ             |
| 4月3日   | 愛を捧げよ 〜the secret Shangri-la〜                                                           | HE★VENS | 「愛を捧げよ 〜the secret Shangri-la〜」 「GIRA×2★SEVEN」 | 劇場アニメ『劇場版 うたの☆プリンスさまっ♪ マジLOVEキングダム』挿入歌  |
| 7月17日  | ACTORS 5th Anniversary Edition                                                                 | 一乗谷羚（緑川光） | 「僕は初音ミクとキスをした（リアレンジ）」                | キャラクターCD『ACTORS』関連曲                                        |
| 8月9日   | Starry☆Sky〜Song in 4 seasons〜                                                                | 土萌羊（緑川光） | 「SAKURA-PLANETARIUM」                                    | 『Starry☆Sky』関連曲                                                  |
| 8月14日  | Stars' Ensemble!                                                                               | 夢ノ咲ドリームスターズ | 「Stars' Ensemble!」                                      | テレビアニメ『あんさんぶるスターズ！』オープニングテーマ              |
| 10月23日 | あんさんぶるスターズ！ EDテーマ集 VOL.03                                                       | fine | 「始まりのファンタジア」                                  | テレビアニメ『あんさんぶるスターズ！』エンディングテーマ              |
| 12月25日 | 劇場版 うたの☆プリンスさまっ♪ マジLOVEキングダム BD・DVD特典CD                                 | ST☆RISH、QUARTET NIGHT、HE★VENS | 「マジLOVEキングダム」 「Welocme to UTA☆PRI KINGDOM!!」   | 劇場アニメ『劇場版 うたの☆プリンスさまっ♪ マジLOVEキングダム』挿入歌  |
| 2020年   |                                                                                                | |                                                           |                                                                       |
| 1月15日  | 好きすぎてやばい。〜告白実行委員会キャラクターソング集〜                                       | HoneyWorks feat. 芹沢千秋（木村良平）、明智咲（緑川光） | 「ラブヘイトマジョリティ」                                | 『告白実行委員会〜恋愛シリーズ〜』関連曲                              |
| 3月18日  | 騎士竜戦隊リュウソウジャー全曲集                                                               | ワイズルー（緑川光） | 「ワイズルーのグレイテストラストショータイム」            | テレビドラマ『騎士竜戦隊リュウソウジャー』関連曲                      |
| 5月20日  | ACTORS -Singing Contest Edition- sideA                                                         | 一乗谷羚（緑川光） | 「愛してる」                                              | キャラクターCD『ACTORS』関連曲                                        |
| 7月29日  | あんさんぶるスターズ!! ESアイドルソング season1 fine                                           | fine | 「The Tempest Night」 「BRAND NEW STARS!!」               | ゲーム『あんさんぶるスターズ!!』関連曲                                |
| 8月26日  | BRAND NEW STARS!!                                                                              | ESオールスターズ | 「BRAND NEW STARS!!」                                     | ゲーム『あんさんぶるスターズ!!』主題歌                                |
| 8月26日  | BRAND NEW STARS!!                                                                              | ESオールスターズ | 「Walk with your smile」                                  | ゲーム『あんさんぶるスターズ!!』関連曲                                |
| 8月26日  | Paradise Lost〜Fall on me〜                                                                    | 鳳瑛一（緑川光）、桐生院ヴァン（高橋英則）、日向大和（木村良平） | 「Fall on me」                                            | 『うたの☆プリンスさまっ♪』関連曲                                      |
| 9月16日  | SUPER STAR/THIS IS...!/Genesis HE★VENS                                                         | 鳳瑛一（緑川光）、皇綺羅（小野大輔）、帝ナギ（代永翼）、鳳瑛二（内田雄馬）、桐生院ヴァン（高橋英則）、日向大和（木村良平）、天草シオン（山下大輝）                     | 「Genesis HE★VENS」                                       | 『うたの☆プリンスさまっ♪』関連曲                                      |
| 11月11日 | Tales of Dream Project -Festival Songs-                                                        | Tales of Dreamers | 「Endless Journey」                                       | イベント『テイルズ オブ フェスティバル 2020』テーマソング             |
| 2021年   |                                                                                                | |                                                           |                                                                       |
| 3月26日  | CLOQUESTA                                                                                      | 朱鷺燈零士（緑川光） | 「Null」                                                  | 『Clock over ORQUESTA』関連曲                                         |
| 6月2日   | うたの☆プリンスさまっ♪10th Anniversary CD                                                      | 鳳瑛一（緑川光）、皇綺羅（小野大輔）、帝ナギ（代永翼）、鳳瑛二（内田雄馬）、桐生院ヴァン（高橋英則）、日向大和（木村良平）、天草シオン（山下大輝）                     | 「ENDLESS SCORE」                                         | 『うたの☆プリンスさまっ♪』関連曲                                      |
| 6月9日   | あんさんぶるスターズ!! ESアイドルソング season2 fine                                           | fine | 「恋はプリマヴェーラ！」 「Never-ending Stage!!!!」       | ゲーム『あんさんぶるスターズ!!』関連曲                                |
| 6月23日  | FUSIONIC STARS!!                                                                               | ESオールスターズ | 「FUSIONIC STARS!!」                                      | ゲーム『あんさんぶるスターズ!!』関連曲                                |
| 10月23日 | あんさんぶるスターズ!! FUSION UNIT SERIES 04 Trickstar × fine                                  | Trickstar、fine | 「Crossing×Heart」                                        | ゲーム『あんさんぶるスターズ!!』関連曲                                |
| 10月23日 | あんさんぶるスターズ!! FUSION UNIT SERIES 04 Trickstar × fine                                  | fine | 「FUSIONIC STARS!!」                                      | ゲーム『あんさんぶるスターズ!!』関連曲                                |
| 10月27日 | One Day                                                                                        | 鳳瑛一（緑川光） | 「暁の宴」                                                | 『うたの☆プリンスさまっ♪』関連曲                                      |
| 10月27日 | One Day                                                                                        | 鳳瑛一（緑川光）、皇綺羅（小野大輔）、帝ナギ（代永翼）、鳳瑛二（内田雄馬）、桐生院ヴァン（高橋英則）、日向大和（木村良平）、天草シオン（山下大輝）                     | 「One Day」                                               | 『うたの☆プリンスさまっ♪』関連曲                                      |
| 2022年   |                                                                                                | |                                                           |                                                                       |
| 4月27日  | Clock over ORQUESTA First season BATTLE Vol.12 朱鷺燈零士【quieto-クイエート-】                | 朱鷺燈零士（緑川光、緒方恵美） | 「lost/z」                                                | 『Clock over ORQUESTA』関連曲                                         |
| 2023年   |                                                                                                | |                                                           |                                                                       |
| 3月15日  | ねぇ、好きって痛いよ。 〜告白実行委員会キャラクターソング集〜                                  | HoneyWorks feat. 明智咲（緑川光） | 「元生徒」                                                | 『告白実行委員会〜恋愛シリーズ〜』関連曲                              |
| 2024年   |                                                                                                | |                                                           |                                                                       |
| 6月26日  | Stars' Ensemble!                                                                               | 夢ノ咲ドリームスターズ | 「Stars' Ensemble!」                                      | ゲーム『あんさんぶるスターズ!!』関連曲                                |
| 6月26日  | BRAND NEW STARS!!                                                                              | ESオールスターズ | 「BRAND NEW STARS!!」 「Walk with your smile」            | ゲーム『あんさんぶるスターズ!!』関連曲                                |
| 6月26日  | FUSIONIC STARS!!                                                                               | ESオールスターズ | 「FUSIONIC STARS!!」                                      | ゲーム『あんさんぶるスターズ!!』関連曲                                |

- きかんしゃトーマス オリジナルソングス 1 - 2（1999年）
- SAMURAI DEEPER KYO キャラクターヴォーカルアルバム「狂奏歌」
  - PAX VOBISCUM -願わくは平安汝等とともに-（ミゲイラ）
- 新機動戦記ガンダムW（ヒイロ・ユイ）
  - 新機動戦記ガンダムW OPERATION2
    - CRY FOR THE DREAM

  - 新機動戦記ガンダムW OPERATION3
    - たとえ君が微笑んでも

  - 新機動戦記ガンダムW OPERATION4
    - 俺だけの言葉で
    - Flying Away

  - 新機動戦記ガンダムW BLIND TARGET-2
    - TAKE OFF TO THE SKY
- Starry☆Sky
  - 最愛色歌謡集
    - PLANISPHERE（土萌羊）

  - Starry☆Days
    - 土萌羊（緑川光）、天羽翼（鈴村健一）、木ノ瀬梓（福山潤）
- STAMP OUT OPテーマ
  - STAMP OUT（赤江昌行）
- スレイヤーズシリーズ（ゼルガディス＝グレイワーズ）
  - スレイヤーズNEXT SOUND BIBLE 2
    - We are…

  - スレイヤーズTRY TREASURY☆VOX
    - More than words

  - the BEST of SLAYERS [from TV and RADIO]
    - Slayers 4 the future（林原めぐみ・松本保典・鈴木真仁）
- セイント・ビースト 〜光陰敘事詩天使譚〜
  - Atlas
- 聖闘士星矢Ω Song Collection
  - bravely（光牙）
- DIABOLIK LOVERS（逆巻アヤト）
  - DIABOLIK LOVERS「真夜中の饗宴（MIDNIGHT PLEASURE）」
    - 真夜中の饗宴（MIDNIGHT PLEASURE）（近藤隆・鳥海浩輔）
    - 真夜中の饗宴（MIDNIGHT PLEASURE） -ayato mix-
    - 幻日理論 -Parhelion Logic-

  - DIABOLIK LOVERS キャラクターソングVol.1 逆巻アヤト[432]
    - ADDICTED（2）PHANTOM

  - DIABOLIK LOVERS MORE,BLOOD「極限（UNLIMITED）BLOOD」（近藤隆・鳥海浩輔）
    - 極限（UNLIMITED）BLOOD
    - 極限（UNLIMITED）BLOOD -short ver.-

  - アニメ DIABOLIK LOVERS「Mr.SADISTIC NIGHT」（鳥海浩輔）
    - Mr.SADISTIC NIGHT
    - Mr.SADISTIC NIGHT -TV size-

  - DIABOLIK LOVERS MORE CHARACTER SONG Vol.1 逆巻アヤト[433]
    - アルカディア

  - DIABOLIK LOVERS VANDEAD CARNIVAL「吸愛ラビリンス」（近藤隆・鳥海浩輔）
    - 吸愛ラビリンス
    - 吸愛ラビリンス -short ver.-
    - 誓いのカンパネラ

  - DIABOLIK LOVERS DARK FATE「Guilty×Guilty!!!」（近藤隆・鳥海浩輔）
    - Guilty×Guilty!!!
    - Guilty×Guilty!!! -short ver.-

  - DIABOLIK LOVERS Bloody Songs -SUPER BEST II- 逆巻家ver（梶裕貴、平川大輔、鳥海浩輔、小西克幸、近藤隆）
    - Bloody★Mayim★Mayim

  - DIABOLIK LOVERS VERSUS SONG Requiem（2）Bloody Night Vol.I アヤトVSスバル
    - →REDRUM←（近藤隆）
    - →REDRUM← -アヤト Ver-

  - DIABOLIK LOVERS LUNATIC PARADE「Fanatic of Night」
    - Fanatic of Night（梶裕貴、平川大輔、鳥海浩輔、小西克幸、近藤隆）
    - VoiD
- トゥルーフォーチュン ドラマCD Vol.1「華麗に、厳格に肝試し!」
  - 愛よ届け〜Du bist wie eine Blume〜（木戸帝生）
- 花宵ロマネスク キャラクターCD 宝生綾芽・宝生蓮太郎「最後のPiece」
  - 最後のPiece（緑川光・小野大輔）
- ふしぎ遊戯（鬼宿）
  - 挿入歌
    - 愛という名の聖戦に…
    - Voice

  - キャラクタソング
    - そして、暗の先に
- 新世紀GPXサイバーフォーミュラ （新条直輝）
  - 新世紀GPXサイバーフォーミュラ ヴォーカルコレクション1
    - サンライズ・ロード

  - 新世紀GPXサイバーフォーミュラ ヴォーカルコレクション2
    - OVER THE LIMIT

  - 新世紀GPXサイバーフォーミュラ ヴォーカルコレクション3
    - My True Heart

  - 新世紀GPXサイバーフォーミュラ 麗View・二幕
    - Danger Zone

  - 新世紀GPXサイバーフォーミュラ 新条直輝 君に会いたい、今！/明日を愛するために（シングルCD）
    - 君に会いたい、今！
    - 明日を愛するために
- 星空のコミックガーデン OPテーマ
  - Day by Day（轟木圭吾）
- 星空のコミックガーデン キャラクターCD DREAM Candy
  - 〆切合体!GOレンジャー!（轟木圭吾）（緑川光・神谷浩史）
- 猛獣使いと王子様 キャラクターソングアルバム
  - Flame of Justice（マティアス）
- リトルアンカー オリジナルサウンドトラック
  - いつか巡り会える明日へ（白浪雪乃）
- ロスト・ユニバース the BEST of LOST UNIVERSE [from TV]
  - 虹をみつけろ（レイル・フレイマー）

### その他参加作品
| 発売日        | 商品名                                               | 歌               | 楽曲                                             | 備考                                                           |
| ------------- | ---------------------------------------------------- | ---------------- | ------------------------------------------------ | -------------------------------------------------------------- |
| 1998年9月23日 | サウンド・オブ・サイレンス                           | 緑川光           | 「早く家へ帰りたい」 「ボクサー」                |                                                                |
| 1999年3月25日 | 愛すべき男達のラブソング2 〜おいら宇宙のスケコマシ〜 | 緑川光           | 「オンナはみんな俺のモノ」 「WONDERFUL FIGHTER」 |                                                                |
| 1999年3月25日 | 愛すべき男達のラブソング2 〜おいら宇宙のスケコマシ〜 | 緑川光、藤原啓治 | 「ラヴ・アタック！」                             |                                                                |
| 2012年11月9日 | 海より蒼く                                           | 緑川光           | 「海より蒼く」                                   | OVA「この男子、人魚ひろいました。」主題歌 アニメイト購入者特典 |
| 2022年7月27日 | TWO-MIX Tribute Album "Crysta-Rhythm"                | 緑川光           | 「WHITE REFLECTION」                             | TWO-MIXのトリビュート・アルバム                                |